# Siège de Léningrad
Seconde Guerre mondiale
Batailles
Phase 1
- Brest-Litovsk
- Białystok–Minsk
- Pays baltes
- Raseiniai
- Brody
- Bessarabie et Bucovine du Nord
- Moguilev

Phase 2
- Smolensk
  - Roslavl-Novozybkov (en)
- Avance sur Léningrad

Phase 3
- Ouman
- Odessa
- 1re Kiev
- Tallinn
- Petrikovka (en)
- Ielnia
- Léningrad
- Mer d'Azov (en)

Phase 4
- 1re Kharkov
- Beowulf
- Donbass-Rostov (en)
- Briansk (en)
- 1re Crimée
  - Sébastopol
- Tikhvine
- 1re Rostov
- Gorki
- Moscou

Front de l’Est

Prémices :
- Campagne de Pologne
- Guerre d'Hiver

Guerre germano-soviétique :
- 1941 : l'invasion de l'URSS

- Opération Barbarossa

Front nord : 
- Guerre de Continuation
- Opération Silberfuchs
- Siège de Léningrad

Front central : 
- 2e bataille de Brest-Litovsk
- Bataille de Białystok–Minsk
- 1re bataille de Smolensk
- Bataille de Kiev

Front sud : 
- Siège d'Odessa
- Campagne de Crimée

- 1941-1942 : la contre-offensive soviétique

Front nord : 
- Poche de Demiansk
- Poche de Kholm

Front central : 
- Bataille de Moscou

Front sud : 
- Seconde bataille de Kharkov

- 1942-1943 : de Fall Blau à la 3e bataille de Kharkov

Front nord : 
- Offensive de Siniavino
- Opération Iskra
- Bataille de Krasny Bor
- Opération Poliarnaïa Zvezda

Front central : 
- Opération Mars

Front sud : 
- Bataille du Caucase (opération Fall Blau)
- Bataille de Stalingrad
- Opération Uranus
- Opération Saturne
- Offensive d'Ostrogojsk-Rossoch
- Offensive de Voronej-Kastornoe
- Opération Gallop
- Opération Étoile
- Troisième bataille de Kharkov

- 1943-1944 : libération de l'Ukraine et de la Biélorussie

Front central : 
- 2e bataille de Smolensk
- Opération Bagration

Front sud : 
- Bataille de Koursk
- Bataille du Dniepr
- Offensive Dniepr-Carpates
- Offensive de Crimée
- Offensive de Lvov-Sandomir

- 1944-1945 : campagnes d'Europe centrale et d'Allemagne

Allemagne : 
- Offensive Vistule-Oder
- Offensive de Poméranie orientale
- Siège de Breslau
- Offensive de Prusse-Orientale
- Bataille de Königsberg
- Bataille de Seelow
- Bataille de Bautzen
- Bataille de Berlin
- Capitulation allemande

Front nord et Finlande : 
- Guerre de Laponie
- Offensive Leningrad-Novgorod
- Bataille de Narva

Europe orientale : 
- Opération Margarethe
- Insurrection de Varsovie
- Soulèvement national slovaque
- Opération Panzerfaust
- Bataille de Budapest
- Opération Frühlingserwachen
- Offensive de Vienne
- Insurrection de Prague
- Offensive de Prague
- Bataille de Slivice

Front d’Europe de l’Ouest

Campagnes d'Afrique, du Moyen-Orient et de Méditerranée

Bataille de l’Atlantique

Guerre du Pacifique

Guerre sino-japonaise

Théâtre américain
Le siège de Leningrad est le siège de près de 900 jours imposé à la ville de Leningrad par la Wehrmacht au cours de la Seconde Guerre mondiale.
Commencé le 8 septembre 1941, le siège fut levé le 27 janvier 1944 par les Soviétiques, qui repoussèrent les Allemands malgré des pertes humaines colossales (1 800 000 victimes, dont près d'un million de civils).
Avec 872 jours, ce siège est le plus long de l'histoire moderne jusqu'à celui de Sarajevo au début des années 1990 (1 425 jours).
Le 22 décembre 1942, afin de rendre hommage à ceux qui par leur action militaire ou civile ont contribué à repousser les troupes allemandes, le gouvernement soviétique a instauré la médaille pour la Défense de Leningrad.
Pour un article plus général, voir Opération Barbarossa, offensive allemande vers l'Union soviétique.

## Barbarossa et l'invasion des pays baltes
L'opération Barbarossa, le nom de code du plan d'invasion de l'Union soviétique par le IIIe Reich, commence le 22 juin 1941, à 3 h 15 du matin. Les forces allemandes sont organisées en trois groupes d'armées principaux, attaquant frontalement : le groupe d'armées Nord est commandé par Wilhelm von Leeb et a pour objectif d'avancer dans les pays baltes pour s'emparer de leurs installations portuaires et de pousser jusqu'à Leningrad puis de prendre ultimement Arkhangelsk, le groupe d'armées Centre est dirigé par Fedor von Bock et vise Moscou, enfin le groupe d'armées Sud de Gerd von Rundstedt doit s'emparer de l'Ukraine puis pousser son avancée jusqu'au Caucase et notamment des villes riches en pétrole comme Maikop, Grozny ou Bakou, et à Astrakhan pour former la ligne Astrakhan-Arkhangelsk parfois appelé Volga-Arkhangelsk, car suivant le tracé de la Volga, qui est le véritable objectif stratégique des Allemands. Plus au nord, des troupes germano-finlandaises lancent des offensives en direction de Mourmansk, important port soviétique en Arctique par ou transite des marchandises anglo-américaines via le prêt-bail initié par Roosevelt le 11 mars 1941, permettant de soutenir les pays alliés en leur fournissant des armes, de la nourriture, des véhicules etc. Un autre objectif des germano-finnois dans la région est la prise de la ligne de voie ferrée deKirov, reliant Mourmansk au reste du pays. Les Finnois hésitent cependant à pousser la collaboration avec l'Allemagne au delà des territoires perdus pendant la guerre d'hiver en Carélie méridionale et orientale, de peur de rompre les liens diplomatiques avec les anglo-américains, qui ont clairement fait comprendre qu'ils ne tolèreraient pas des attaques sur des convois transportant du matériel américain à destination de la Russie, et ainsi de ne plus pouvoir importer des produits vitales pour l'économie finnoise comme les tonnes de blé ou les locomotives nécessaire pour son réseau ferroviaire hors d'âge. ainsi, la Finlande sera toujours réticente à s'engager dans des actions conjointes avec l'Allemagne pour prendre Léningrad,.
L'offensive allemande est un succès pendant les premières semaines. Les troupes allemandes du groupe d'armées Nord, sous la direction du maréchal Wilhelm von Leeb, avancent rapidement et percent à travers les pays baltes, alors occupés par les troupes soviétiques. Les Soviétiques commencent la construction d'une ligne de défense entre les pays baltes et Leningrad, la ligne de la Louga (ru). Le 1er juillet 1941, Riga tombe ainsi aux mains des troupes allemandes.
Ces dernières franchissent un peu plus difficilement la ligne Staline encore en cours d'édification, à Ostrov au sud-est du lac Peïpous,.
Le 14 juillet, les troupes allemandes atteignent le fleuve Louga au sud de Leningrad et menacent la ville. Le 15 juillet, le maréchal Vorochilov, nommé depuis le 11 juillet commandant en chef du front du Nord-Ouest, déclenche une contre-offensive devant Leningrad entre le lac Ilmen et Soltsy pour gagner du temps et permettre la fortification de Leningrad, pour laquelle la totalité de la population est mobilisée.
Le 16 juillet, les troupes finlandaises (opposées à l'Union soviétique) occupent Sortavala, à l'extrême nord du lac Ladoga. Elles se préparent ainsi à faire leur jonction avec les forces du groupe d'armées Nord de von Leeb pour participer à l'encerclement de la ville de Leningrad.
Le 31 juillet, la 16e armée allemande atteint le lac Ilmen.
Les pays baltes sont désormais entièrement sous le joug nazi à l'exception de Tallinn (dans le nord de l'Estonie), devenue la base principale de la flotte soviétique sur la Baltique, que les Allemands ont isolé des restes des troupes soviétiques. Toutefois, ces forces allemandes doivent réduire cette poche avant de continuer à marcher sur Léningrad. Des civils exécutent des travaux de fortification, de terrassement et de minage dans le secteur de Tallinn. Les Soviétiques disposent du 12e corps d'armée, des 16e (en) et 22e divisions de fusiliers, de la 10e division motorisée (en)[réf. nécessaire], de 14 bataillons de fusiliers marins et de la milice des chantiers navals pour défendre la ville. Le 18 août, les 61e, 217e et 254e. Infanterie-Divisionen arrivent devant Tallinn. Du 20 au 24 août, les combats font rage. Malgré une défense acharnée des Soviétiques, l'avance est régulière. Le 24 août, les faubourgs de la capitale estonienne sont atteints. 
Le 27 août dans la soirée, les Soviétiques commencent l'évacuation par mer des défenseurs de la ville, en direction de Léningrad, avec deux grands convois maritimes. Le premier comprend le croiseur Kirov, 18 destroyers, 6 torpilleurs, 28 dragueurs de mines, 6 sous-marins, 1 pétrolier et 25 cargos et un second comprend 6 dragueurs de mines, 12 escorteurs et 60 autres navires. Le 28 août, l'armada qui fait mouvement à travers le golfe de Finlande est attaquée sans relâche par les chasseurs-bombardiers Ju-88 allemands qui coulent 5 navires, avant de passer le cap Juminda (à une cinquantaine de kilomètres au nord-est de Tallinn). Les eaux de ce cap ayant été minées, plusieurs navires sautent et le convoi est ensuite attaqué par l'artillerie côtière finlandaise, des flottilles de torpilleurs allemands et finlandais et des Ju-88. Dans cette tentative pour forcer le passage, la marine soviétique perd 33 navires et 5 autres navires sont endommagés. 
Dans la soirée, Tallinn, vidée de ses défenseurs, tombe aux mains du général Walter Kuntze qui capture seulement 11 432 Soviétiques. Le 29 août, les convois, de nouveau attaqués, atteignent Kronstadt. L'évacuation soviétique de Tallinn réussit à sauver 165 navires, 28 000 passagers et 66 000 tonnes de matériel qui seront utilisées lors du siège de Léningrad. 
Après avoir brièvement existé comme État entre 1918 et 1939, l'Estonie a été une des victimes du pacte de non-agression signé entre l'Union soviétique et l'Allemagne nazie, passant successivement en juin 1940 entre les mains des Soviétiques et à l'été 1941 entre celles de l'Allemagne nazie.

## Marche sur Léningrad

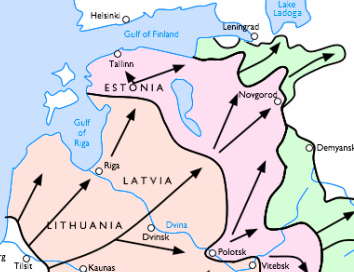
L'avance des troupes allemandes du Heeresgruppe Nord.
En corail l'avance au 9 juillet 1941-.
En rose l'avance au 1er septembre 1941-.
En vert l'avance au 5 décembre 1941-.

Le 8 août, sous une pluie battante, les troupes allemandes se lancent à l'attaque de la ligne de la Louga (ru). Si la 1re Panzerdivision parvient à percer les défenses soviétiques, ses voisines, les 6e Panzerdivision et 36e Infanterie-Division (mot.), ne progressent que de 3 à 5 km avec de grandes difficultés avant d'être obligées de s'immobiliser, tandis que la 1. ID reste littéralement clouée sur place par la défense soviétique. Les pertes allemandes sont considérables. Le 9 août la 1re Panzerdivision poursuit son avance et oblique pour prendre de flanc les troupes soviétiques qui bloquent la 6e Panzerdivision. Sous les coups de boutoir des Panzerdivisionen, les troupes du général Markian Popov commencent à lâcher prise et le 11 août, après deux jours de lutte acharnée, les chars allemands réussissent à percer la défense de la ligne de la Louga à certains endroits, puis se dirigent sur Kingisepp.
Le 12 août, après avoir contourné le lac Ilmen, les Soviétiques lancent une attaque dans la région de Staraïa Roussa, une région sauvage totalement dépourvue de routes ou de villages. La 34e armée, composée des 257e (ru), 259e (ru) et 262e divisions de fusiliers (en), attaque sur le flanc droit de la 16e armée allemande ; c'est la bataille de Staraïa Roussa (1941) (ru). Les forces soviétiques enfoncent les défenses des 30e, 126e, et 290e divisions d'infanterie allemandes et pénètrent de 40 km dans la défense allemande. Le maréchal von Leeb, inquiet de la tournure que prend cette attaque soviétique, ordonne le 13 août au 56e corps d'armée d'abandonner son offensive et de se diriger contre les troupes soviétiques. Le 14 août, la 3. ID et la SS Totenkopf font alors mouvement vers Staraïa Roussa.
Le 15 août, la 21e division d'infanterie allemande, renforcée du 424e régiment d'infanterie, arrive en vue de Novgorod et prend la ville dans la soirée. Les Soviétiques, afin de sauver les richesses de la ville, ont établi leurs défenses au nord de la ville, sur les rives de la Volkhov. Le 17 août, les Allemands établissent une tête de pont sur la Volkhov, puis poussent vers Léningrad. Le 18 août, les troupes du 56e corps d'armée arrivent dans la zone des combats de Staraïa Roussa, après avoir parcouru 250 km depuis leur point de départ et contre-attaquent. Dans la zone de Novgorod, la 11e division d'infanterie allemande conforte la tête de pont. Le 19 août, les chars d'avant garde de la 8e Panzerdivision sont à Krasnogvardeisk, située à 45 km au sud de Léningrad, où ils se heurtent à la 1re division blindée soviétique (en)[réf. nécessaire]. Le combat est rude et l'avance allemande est stoppée. Le 20 août, la ligne de la Louga (ru) résiste toujours malgré les coups de boutoir de la 1re Panzerdivision.
Le 21 août, contournant vers l'est les défenses soviétiques, la 8e Panzerdivision s'empare de Tchoudovo, coupant ainsi la principale route et voie ferrée reliant Léningrad à Moscou. Le 22 août, le 50. Armee Korps, composé de la 21e division d'infanterie et de la SS Polizei Division se lancent de nouveau à l'attaque de la ligne fortifiée avec comme objectif la prise ou la destruction de 115 bunkers puis la prise de Louga. Chaque bunker doit être pris ; les Soviétiques se font tuer sur place et lancent une contre-attaque de chars. De part et d'autre, les pertes sont énormes. Il faudra trois jours de réorganisation à la SS Polizei Division avant qu'elle reprenne le combat. Le 24 août, Louga est prise par la division SS et les Soviétiques se replient vers le nord.
Pendant trois semaines, les troupes soviétiques ont réussi à arrêter la progression allemande sur Léningrad en s'appuyant sur la ligne de la Louga, permettant à l'Armée rouge de créer une défense plus solide à l'approche de la ville. Sous une pluie battante, le maréchal von Leeb lance alors la 96e division d'infanterie pour leur couper la retraite. Le 25 août, au sud du lac Ilmen, les 11e et 34e armées soviétiques sont repoussées sur la rivière Lovat. Le 27 août, la 96e division d'infanterie termine son mouvement enveloppant et piège trois divisions soviétiques dans la poche de Louga. Cette poche tiendra jusqu'au 15 septembre et 20 000 Soviétiques y sont faits prisonniers. À partir du 28 août, les troupes allemandes se mettent en ordre de marche pour investir Léningrad. Quelques divisions ont déjà tenté de percer, sans succès, les premières ceintures défensives de la ville. L'encerclement est donc fait à distance, de 50 à 100 km de la ville dans un mouvement enveloppant en direction du lac Ladoga.

## Front finlandais

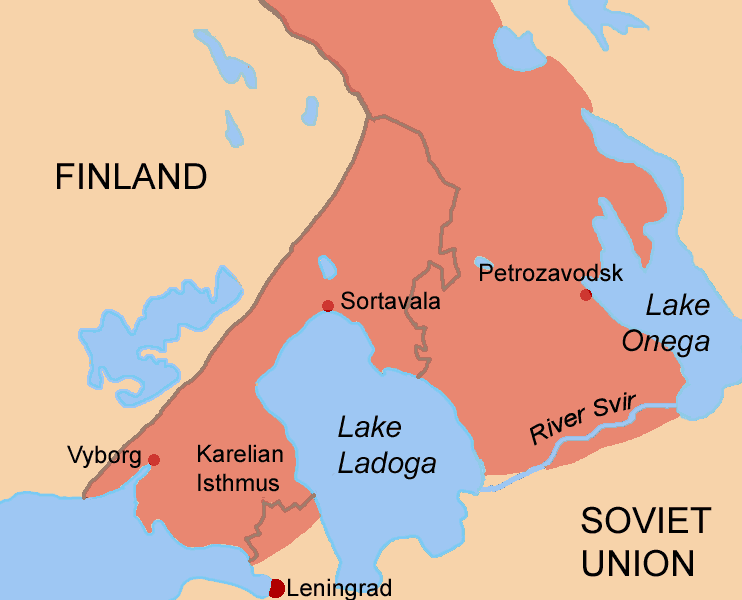
La limite maximale de l'avance de l'armée finlandaise en Carélie lors de la guerre de Continuation. La ligne grise marque la frontière avant la guerre d'Hiver.

Le 29 juin, les forces germano-finlandaises lancent des attaques dans l'isthme de Carélie et plus au nord vers Petsamo.
Le 16 juillet, l'armée finlandaise passe à l'offensive dans l'isthme de Carélie entre les lacs Ladoga et Onega afin d'isoler Léningrad au nord et au nord-est et se heurte à la 23e armée du général Mikhaïl Nikanorovitch Guerassimov. Les combats sont violents et les Russes défendent pied à pied leurs positions. L'avance des troupes finlandaises est lente, mais elles parviennent à isoler plusieurs divisions soviétiques dans les secteurs de Sortavala et Priozersk. Acculées au lac Ladoga, celles-ci continuent tout de même de se battre. Pendant cette résistance, les Soviétiques en profitent pour consolider le secteur de Carélie sur l'ancienne frontière séparant l'URSS et la Finlande avant la guerre d'hiver.
Le 31 juillet, lorsque cette ligne défensive est terminée, les débris des troupes russes de la 23e armée se replient, évacués par la flottille du lac Ladoga ou par voie terrestre en engageant des combats retardateurs. Début septembre, les troupes finlandaises arrivent sur la ligne fortifiée de Carélie sur laquelle le front se stabilise jusqu'à l'été 1944. Pour les soviétiques, l'avance finlandaise a été stoppée par la résistance dans la région fortifiée de Carélie. Mais il semble que les troupes finlandaises ont reçu l'ordre, en août 1941, de stopper leur avance après avoir atteint leurs objectifs, et la frontière d'avant-guerre. Les Finlandais commencèrent à déplacer les troupes vers la Carélie orientale.

## L'encerclement de Léningrad
Le 19 août, les chars d'avant-garde de la 8e Panzerdivision sont à Krasnogvardeisk, située à 45 km au sud de Léningrad, où ils se heurtent à la 1re division blindée soviétique. Le combat est rude et l'avance allemande est stoppée. Le 21 août, contournant vers l'est les défenses soviétiques, la 8e Panzerdivision s'empare de Tchoudovo, coupant ainsi la principale route et voie ferrée reliant Léningrad à Moscou.
Le 30 août, la ville de Mga est prise, isolant ainsi totalement Léningrad du reste du pays par voie routière et ferroviaire. Il ne reste qu'une étroite bande terrestre du Nord de Mga à Schlüsselburg et aux rives du lac Ladoga aux mains des Soviétiques.
Au début de septembre, les troupes de l'Armée rouge sont déployées en deux ceintures défensives. Cette force de défense est complétée par des divisions de défense populaire, formées de volontaires civils de la ville même de Léningrad ou de la région de Léningrad et qui n'ont qu'une valeur de combat très limitée.
Le 4 septembre, les bombes commencent à tomber sur Léningrad.
Le 6 septembre, les Allemands lancent les premières attaques en direction du lac Ladoga avec deux Kampfgruppen dans une zone couverte de forêts et de landes, terrains défavorables aux chars et à l'artillerie. À la fin de la journée, les assaillants ne progressent que de 500 mètres.
Le 7 septembre, les Kampfgruppen continuent l'action et, en fin de journée, une compagnie parvient à ouvrir une brèche dans le dispositif de défense.
Le 8 septembre, au petit matin, la brèche s'élargit et la 20. Infanterie-Division (mot.) perce les lignes de défense russes et atteint Schlüsselburg et la Neva, large de 1 000 mètres, à l'exutoire du lac Ladoga, face à Cheremetevka (ru). Léningrad est dès lors coupée du reste de la Russie par voie terrestre. Cette petite bande de terre sera désormais l'enjeu de combats et de batailles. Les Allemands disposent d'une mince portion du lac Ladoga, sur lequel les Russes entretiennent une flottille navale importante. Le ravitaillement parviendra désormais aux Russes par bateaux pendant une partie de l'année et chaque hiver, ils seront ravitaillés par le lac Ladoga gelé, par la « route de la vie », ce qui leur permettra de tenir. Mais près d'un million de civils mourront de faim pendant le siège.
Le 9 septembre, les nazis lancent une attaque plus à l'ouest en direction de Léningrad même afin de s'approcher le plus près possible de la ville. La prise de la ville, dont la défense est organisée par Joukov, se révèle vite impossible. Les Allemands renoncent à un assaut direct et décident de l'investir progressivement.
L'offensive allemande débute à 9 h 30 le 9 septembre 1941  :
La 6e Panzerdivision doit détruire 32 bunkers et plusieurs positions antichars avant de pouvoir espérer avancer. Les SS de la Polizei sont stoppés devant Krasnogvardeisk.
Le 41. Armee Korps (mot.) se heurte à la première ligne de défense de Léningrad, notamment sur les hauteurs fortifiées de Duderhof (en). La 36. ID (mot) et la 1re Panzerdivision passent à l'attaque des hauteurs dont les points culminants sont la cote 143 et la cote 167 qui sont truffées de tranchées, de bunkers et de nids de mitrailleuses, le tout protégé par un fossé antichar. Les combats sont rudes et sanglants, les Soviétiques ripostent avec leur artillerie et par des contre-attaques de chars KV1 qui sortent tout neufs des usines Kirov de Léningrad. Toutefois, malgré une défense opiniâtre, dans la soirée, la cote 143 tombe aux mains des Allemands.
La 18e armée attaque dans le secteur de Krasnoe Selo.
Le 11 septembre, Duderhof (en) puis la cote 167 tombent, ce qui fait dire par radio au lieutenant Darius, commandant de la 6e compagnie du 1er Panzerregiment « Je vois Pétersbourg et la mer ! »

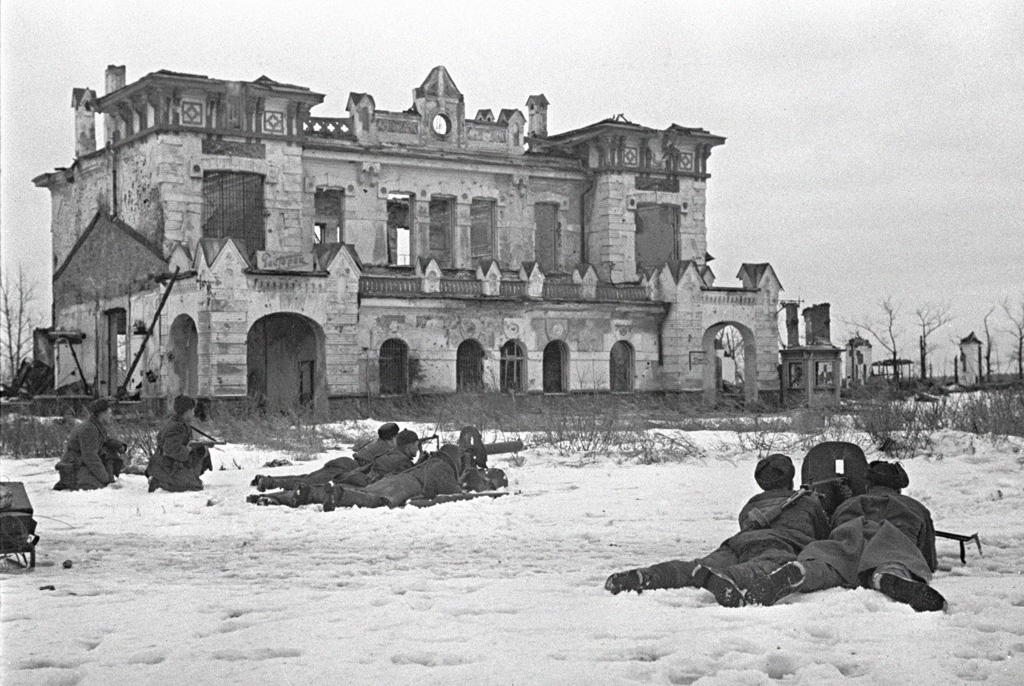
Mitrailleurs soviétiques en position défensive à la gare de Detskoe Selo à Pouchkine, située à 25 km de Léningrad.

Le 12 septembre, la 18. Armée prend Krasnoe Selo et avance vers la côte. Le 209e régiment d'infanterie entre dans Urizk, un faubourg de Léningrad où se trouve le terminus d'un tramway et un panneau indiquant : « Léningrad, 10 kilomètres ». Toutefois, les Allemands ne poussent pas en direction de cette ville mais en direction de la mer Baltique, afin d'isoler les défenseurs d'Oranienbaum,.
Le 13 septembre, Krasnogvardeisk est prise après un mois de combat par la SS Polizei Division et la 269e DI.
Le 14 septembre, la 1. Infanterie Division, parvient à atteindre la mer Baltique isolant Oranienbaum de Léningrad Cette poche, ne sera jamais réduite, les Russes la ravitailleront par mer jusqu'à la fin du siège de Léningrad.
Le 17 septembre, Pouchkine et le palais des tsars sont pris. Ce même jour des troupes quittent le Heeresgruppe Nord et partent vers Moscou, où la bataille décisive doit se jouer.
En septembre 1941, les secteurs défensifs de Léningrad sont tenus par quatre armées :
- 23e armée dans le secteur nord ;
- 42e armée sur le secteur ouest ;
- 55e armée du secteur sud ;
- 67e armée le secteur oriental.

D'autre part, la 8e armée du front Volkhov a la responsabilité de maintenir la voie de ravitaillement en coordination avec la flottille du lac Ladoga.
Le front se stabilise. La chute de Léningrad et de la poche d'Oranienbaum, permettrait aux Allemands de mettre hors de combat une quarantaine de divisions, et de s'emparer d'un centre de fabrication très important d'armement. D'autre part, la prise de Léningrad aurait libéré un grand nombre de troupes allemandes, alors que la 18e armée sera contrainte de monter la garde devant la ville jusqu'en 1944. Mais Hitler est peu confiant dans des combats de rue contre les Soviétiques, et décide de ne pas s'obstiner davantage dans une conquête maison par maison. Il pense qu'un blocus alimentaire peut faire tomber la ville. Son objectif est surtout symbolique : raser le «berceau du bolchevisme». Le siège de Léningrad commence,.

## Le siège

### La vie durant le siège
Au 1er janvier 1941, un peu moins de trois millions de personnes vivaient à Leningrad. La ville se caractérisait par un pourcentage plus élevé que d'habitude de la population handicapée, y compris les enfants et les personnes âgées. La ville s'est également distinguée par une position militaro-stratégique défavorable associée à sa proximité de la frontière et à son isolement des bases de matières premières et de carburant. Dans le même temps, le service médical et sanitaire de la ville de Leningrad était l'un des meilleurs du pays.
Le 17 juillet 1941, les cartes de rationnement alimentaire sont introduites à Leningrad, c’est-à-dire avant le blocus. 
Dans la ville, encerclée depuis septembre 1941, des groupements armés formant les divisions d'infanterie de la milice de Léningrad sont créés, et les habitants aident à mettre en place les défenses.
Mais a posteriori, il semble que l'évacuation des civils a été insuffisante et a laissé de très nombreuses « bouches inutiles »[non neutre] à nourrir sur les 3 000 000 habitants qui se trouvent encore dans la ville. Les vivres en stock dans la ville représentent 35 jours de consommation pour le blé et la farine, 30 jours pour la viande, et 45 jours pour les matières grasses. Un rationnement est mis en place immédiatement et des cartes d'alimentation sont distribuées. Les habitants sont confrontés à une multitude de problèmes : non seulement la nourriture est rationnée, mais l'électricité est coupée, les tramways cessent de fonctionner en novembre 1941, il n'y a plus de lumière ni de chauffage, alors que les températures descendent à −40 °C cet hiver 1941/1942,,. À la radio, la poétesse russe Olga Bergholtz est la voix des assiégés et les aide à tenir moralement.
Le lac Ladoga sert de voie de ravitaillement, mais le 15 novembre, avec l'arrivée de l'hiver et de l'embâcle, les navires ne peuvent plus passer et les camions pas encore, la glace n'étant pas assez solide pour supporter leur poids. À partir du 20 novembre 1941, le ravitaillement parvient aux Russes par convoi de traîneaux tirés par des chevaux jusque mi-avril à travers le lac gelé. On commence la construction d'une voie ferrée sur la glace en décembre 1942. Pendant l'hiver de 1942-1943, la « route de la vie » recommence à fonctionner, d'abord avec un trafic de chevaux, puis avec des véhicules à moteur à partir du 24 décembre 1942. Les attaques allemandes se multiplient sur ce passage mais ne parviennent pas à couper ce lien.
Mi-novembre 1941, le froid et la faim font des ravages dans la population. Les rations alimentaires sont encore réduites, pour la cinquième fois depuis le début du siège. Les ouvriers et le personnel spécialisé ne perçoivent plus que 225 g de pain et 1 067 calories par jour. Les enfants 150 g de pain et 644 calories. La terre est tellement gelée par le froid et la neige que les morts ne sont plus inhumés mais abandonnés près des cimetières, enveloppés dans des draps et généralement enterrés dans des fosses communes creusées à la dynamite. Au printemps 1942, après le dégel, on découvre des milliers de cadavres demeurés tout l'hiver conservés sous la neige.
Le 20 novembre, 11 000 civils sont déjà morts de faim. En décembre 1941, 52 000 civils meurent de faim. En janvier 1942, 3 500 à 4 000 civils meurent de faim quotidiennement.
D'après les chiffres officiels russes fournis au tribunal de Nuremberg, la famine causera la mort de 632 000 habitants de Léningrad. Les soldats sont nourris correctement le plus longtemps possible, mais durant les dernières semaines de l'année 1941, les rations sont à peine suffisantes.
Les Allemands sont eux-mêmes dans une situation précaire, en particulier en raison du froid et du manque de vêtements chauds.
La faim est particulièrement éprouvante pour les habitants assiégés, provoquant une déshumanisation et des actes peu communs. Lorsqu'il n'y a plus de viande, les chiens et les chats sont mangés dans un premier temps. Ce qui a d’ailleurs causé un grave problème de rongeurs, à la suite de la disparition des chats. Après la percée du blocus en janvier 1943, l'un des tout premiers trains transportait plusieurs wagons de chats pour alimenter la population.
Fin 1942 la situation est tellement difficile que la population a recours au vol de chair humaine sur les cadavres gelés, déposés à même le sol dans les cimetières et dont les corps sont conservés par le froid extrême. On dénombrera 2 015 arrestations pour des faits de cannibalisme.

### Météo et température
La température moyenne mensuelle en octobre 1941 était de +1,4 °C (la moyenne pour la période 1901-1930 est de +4,5 °C), soit 3,1 °C en dessous de la normale. Au milieu du mois, les gelées atteignent -6 ° C. À la fin du mois, le manteau neigeux s'installe.
La température moyenne en novembre 1941 était de -4,2 °C (la moyenne à long terme pour 1901-1930 est de -0,6 °C), l'amplitude de la température était de +1,6 à -13,8 °C.
En décembre 1941, la température moyenne mensuelle est tombée à −12,5 °C (avec une moyenne à long terme de −5,4 °C). La température variait de +1,6 à -25,3 °C.
Le mois de janvier 1942 est le plus froid de l'hiver et l'un des plus froids de toute la période d'observation. La température moyenne du mois était de -18,7 °C (la température moyenne pour la période 1901-1930 était de -7,4 °C). Le gel a atteint -32,1 °C, la température maximale a atteint +0,7 °C. L'épaisseur moyenne de la neige était de 41 cm (l'épaisseur moyenne pour 1890-1941 était de 23 cm).
La température mensuelle moyenne de février 1942 était de −12,4 °C (avec une moyenne à long terme de −7,6 °C) et variait de −0,6 à −25,2 °C.
Le mois de mars 1942 a été légèrement plus chaud que le mois de février, avec une température moyenne de −11,6 °C (avec une température moyenne de −3,6 °C entre 1901 et 1930). La température a varié de +3,6 à -29,1 °C au milieu du mois. Le mois de mars 1942 a été le plus froid de l'histoire des observations météorologiques jusqu'en 2023 en termes de température moyenne du mois.
La température moyenne mensuelle en avril 1942 était légèrement inférieure à la moyenne (+3,1 °C) à +1,8 °C, tandis que la température minimale était de -14,4 °C.

### 1941

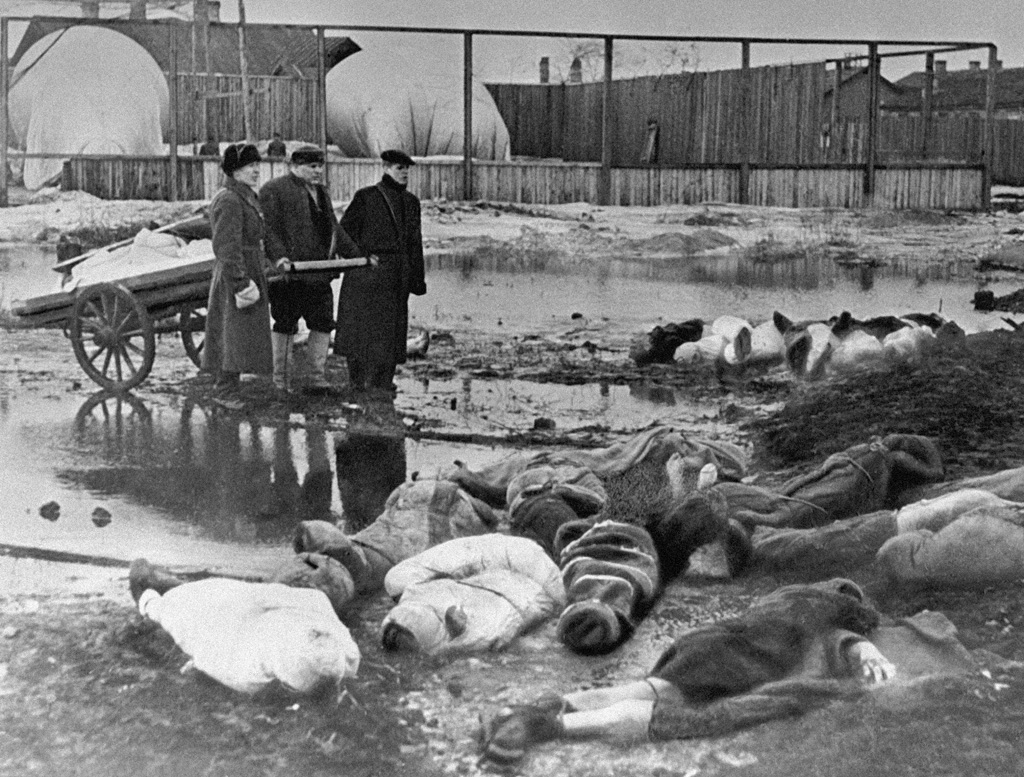
Trois hommes transportent des cadavres jusqu'au cimetière de Volkovo, en octobre 1942.

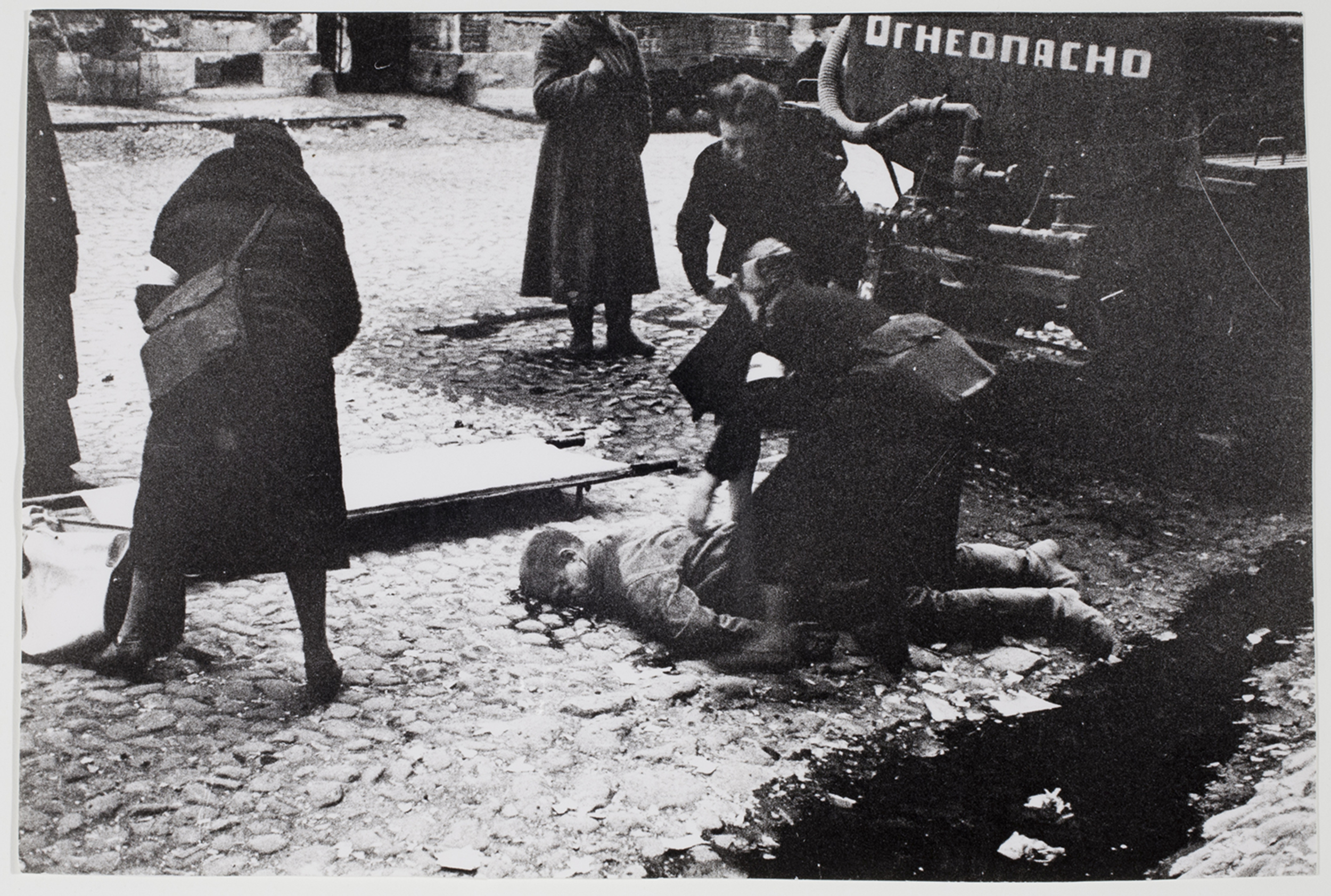
Infirmières aidant des blessés lors du premier bombardement de Léningrad

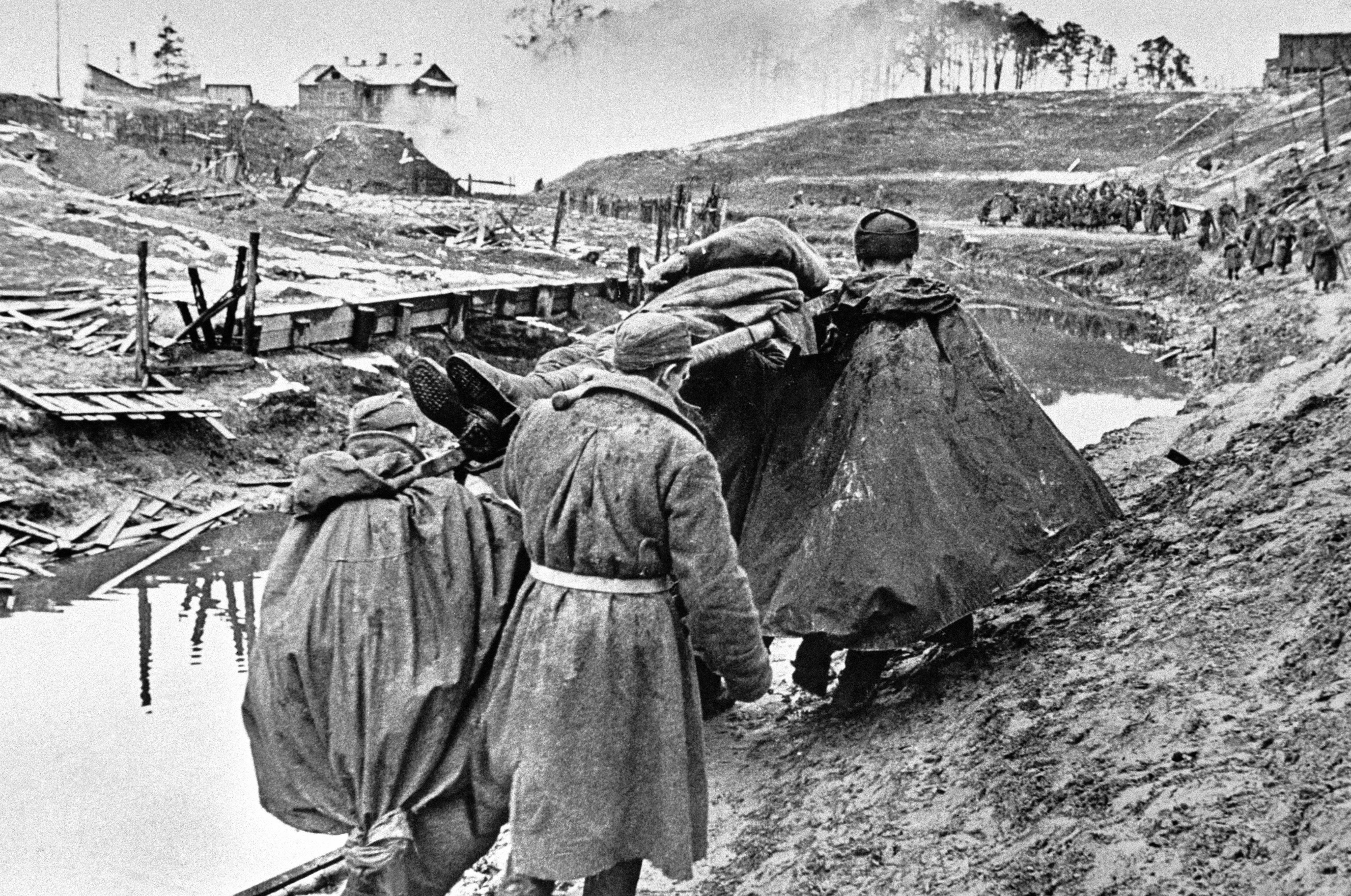
1er octobre 1941 : des soldats soviétiques improvisés ambulanciers transportent un blessé dans une civière. Photo Tarasevich.

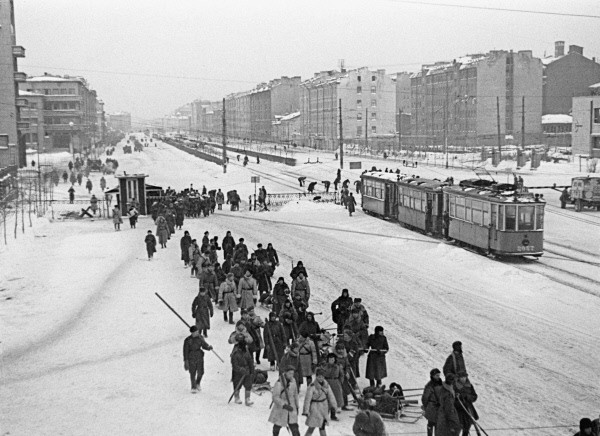
Décembre 1941 : une unité militaire marche vers la ligne de front le long de l'avenue de Moscou à Léningrad.
Photo de Boris Kudoyarov.

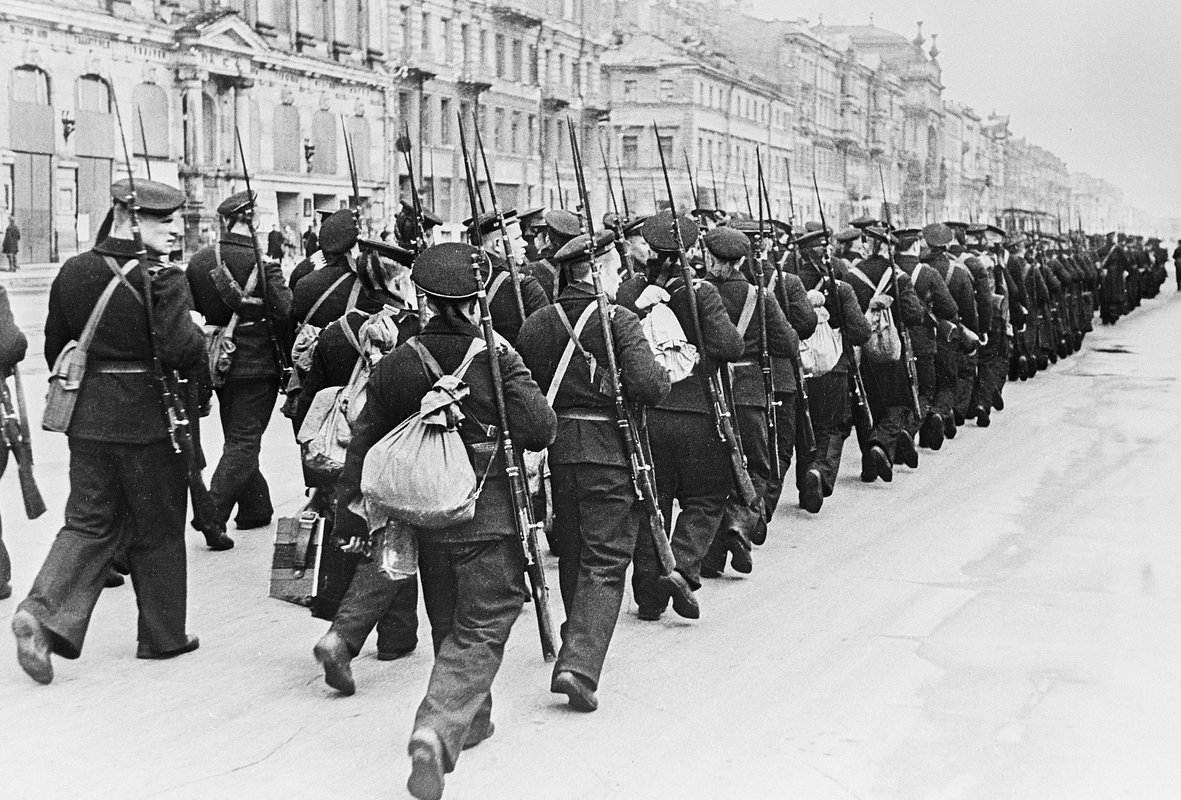
Octobre 1941 : marins montant au front dans les rues de Léningrad.

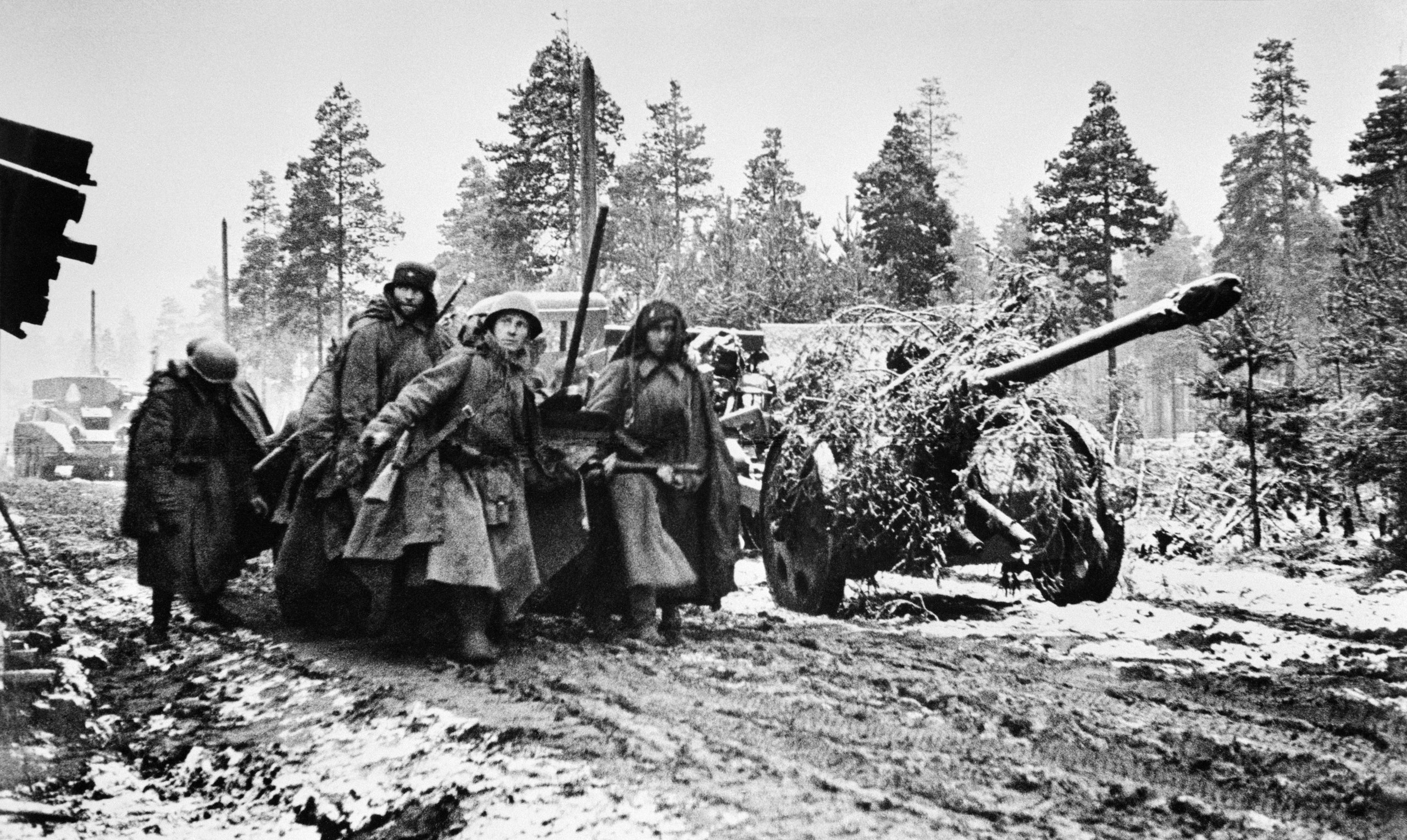
Soldats soviétiques sur le front de Léningrad, le 1er novembre 1941.

#### Siège

##### Évacuation
Avant l'invasion allemande de l'URSS, il n'y a pas de plan prévu pour l'évacuation de la population de Léningrad, car la possibilité que les Allemands atteignent la ville est considérée comme minime. Toutefois, les premières personnes évacuent Léningrad par train à partir du 29 juin, soit une semaine après le début de la guerre.
Du 29 juin au 28 août 1941, environ 490 000 personnes sont évacuées principalement par train.
À partir du 28 août, l'encerclement de la ville par les troupes allemandes ne permet plus l'évacuation par voie terrestre. On considère toutefois que le début du blocus a eu lieu le 8 septembre 1941, lorsque la liaison terrestre de Leningrad avec l’ensemble du pays a été interrompue. L'évacuation de 35 000 personnes se poursuit alors par voie aérienne et navale à travers le lac Ladoga.
Entre décembre 1941 et le 21 janvier 1942, l'évacuation de 36 000 personnes, continue à marche forcée et par camion, à travers le lac Ladoga gelé, dans une totale désorganisation.
Du 22 janvier au 15 avril 1942, une organisation d'évacuation est mise en place, permettant l'évacuation de 554 000 personnes principalement par la route de la vie dont les travaux sont terminés.
De mai à octobre 1942, 403 000 personnes supplémentaires sont évacuées, ce qui porte le nombre total à 1,5 million d'évacués depuis le début du blocus.

#### Opérations
Le 21 septembre, la Luftwaffe déclenche des raids contre la flotte soviétique de la Baltique mouillée dans le port de Kronstadt. En effet, les cuirassés soviétiques Marat et Révolution d'Octobre, et plusieurs croiseurs, bien que vieillissants, disposent d'une artillerie lourde appréciable, qui aide les défenseurs de Léningrad
Le 24 septembre, 4e jour de raid contre Kronstadt, la Luftwaffe coule le cuirassé Marat et endommage le cuirassé Révolution d'Octobre, ainsi que deux croiseurs. Un pilote allemand de Stuka, Hans-Ulrich Rudel, se distingue particulièrement dans ces raids.
Le 1er octobre, les troupes finlandaises s'emparent de Petrozavodsk, situé sur les bords du lac Onega. Le commandement du siège de Léningrad est confié au général von Küchler. Le 10 octobre, le général Joukov quitte Léningrad pour prendre la direction du front de défense de Moscou.
Le 15 octobre, afin de colmater la brèche du lac Ladoga permettant le ravitaillement de Léningrad, le 39e corps blindé allemand, composé des 21e et 126e divisions d'infanterie et de quatre divisions rapides, les 18e (motorisée) et 20e (motorisée) ainsi que des 8e et 12e Panzerdivision commandées par le général Rudolf Schmidt passe la Volkhov en direction de Tikhvine, dans une région à peu près inexplorée, dépourvue de route et couverte par la taïga. L'objectif de cette attaque est de couper la dernière liaison ferroviaire de Léningrad avec Vologda, puis de poursuivre l'avance jusqu'au Svir pour établir un front commun avec les Finlandais et encercler totalement Léningrad.
Le 3 novembre, les Allemands coupent la voie ferrée Léningrad-Vologda à 160 kilomètres à l'est de Léningrad et avancent sur Tikhvine, mais échouent à conquérir le nœud ferroviaire de Volkhov. Les combats sont féroces, les contre-attaques soviétiques infructueuses.
Le 8 novembre, les 18e Infanterie Division et 12e Panzerdivision s'emparent de Tikhvine après des combats longs et sanglants. En se portant à l'est de Léningrad, les Allemands ont non seulement pour objectif de l'encercler, mais également d'opérer leur jonction avec les Finlandais ; toutefois, ce dernier objectif ne sera jamais atteint. Le Grand quartier général du Führer demande au corps blindé s'il ne peut pas pousser jusqu'à Vologda située à 400 km de là.
La « chaussée » Moscou-Léningrad, nom donné au pont aérien qui relie les deux cités, est alors coupée par les Allemands à Tikhvine. Il est vital pour les Soviétiques de trouver un moyen de ravitailler Léningrad. Le 15 novembre, les Soviétiques abandonnent Volkhov. Plus à l'est, une division sibérienne toute fraîche, renforcée par une brigade blindée de T-34 sortant des usines, contre-attaque. Un déluge de feu déchaîné par les orgues de Staline s'abat sur les défenseurs qui répliquent avec l'artillerie de la 18e ID qui détruit une cinquantaine de chars. Les bataillons de tirailleurs sibériens attaquent sans relâche tout au long de la journée. Toutefois, la ville, qui n'est plus qu'un tas de décombres fumants, reste aux mains des Allemands.
Le 16 novembre, Staline ordonne l'envoi de nouvelles troupes sibériennes pour contrecarrer le projet d'encerclement nazi. Le général Meretskov commandant de la 4e armée, prépare une contre-attaque en tenaille afin d'encercler les troupes allemandes qui se trouvent dans Tikhvine.
| \| Krasny Bor Léningrad Lac Ladoga Kronstadt Tikhvine Novaïa Ladoga Lac Ilmen La rivière Volkhov Siniavino Schlüsselburg \| |
| Krasny Bor Léningrad Lac Ladoga Kronstadt Tikhvine Novaïa Ladoga Lac Ilmen La rivière Volkhov Siniavino Schlüsselburg       |

Le 1er décembre, par - 40 °C, l'offensive russe pour reprendre Tikhvine commence. Rapidement, la 61e ID, qui a été envoyée en renfort et occupe la ville, est coupée de ses arrières. L'Infanterie-Regiment (mot.) 30 est envoyé à son secours.
Le 6 décembre, de nouvelles routes de ravitaillement passant par Zaborie, Novaïa Ladoga et par le lac Ladoga (alors gelé) entrent en service pour ravitailler Léningrad.
Le 8 décembre, le général Siegfried Haenicke commandant la 61e Infanterie Division dans la ville de Tikhvine décide d'abandonner la ville, devenue une position intenable. L'arrière-garde, composée de l'Infanterie-Regiment 151 et du Pionier-Bataillon 161, fait sauter les ponts, la voie ferrée et le matériel militaire qui ne peut pas être transporté (42 canons, 46 mortiers, 190 mitrailleuses et 102 camions).
Le 9 décembre, malgré un ordre contraire de Hitler, le maréchal von Leeb ordonne l'abandon complet de la poche de Tikhvine et le retour sur la ligne de la Volkhov. C'est le premier repli important du Groupe d'armées Nord.
Le 22 décembre, par une température de - 52 °C, les restes du 39e corps arrivent dans leurs lignes, derrière la Volkhov, poursuivis, harcelés durant les 15 jours de repli par les troupes sibériennes et l'aviation russe. Il ne reste plus que 741 combattants à la 18e ID, qui a perdu 9 000 hommes. Après le repli, le calme revient sur le front du Groupe d'armées Nord.
En décembre, 52 000 civils meurent de faim.

### 1942

#### Siège
Surtout durant l'hiver de 1941-1942, les civils restés dans la ville ont terriblement souffert de la famine. Ainsi, de novembre 1941 à février 1942, la seule nourriture disponible pour le citoyen est de 125 grammes de pain par jour, dont 50-60 % se composait de sciure et autres adjuvants non comestibles, distribués par des cartes de rationnement. En janvier, la famine sévit : 3 500 à 4 000 civils meurent de faim quotidiennement.
Le commandement russe prend alors la décision d'évacuer une grande partie de la population civile, tout d'abord par camions à travers le lac Ladoga gelé, puis par bateaux. 951 000 personnes seront ainsi évacuées durant l'année 1942.
La flottille soviétique du lac Ladoga, qui rassemble environ 200 bateaux, permet, outre l'évacuation de la population, l'acheminement du ravitaillement et des renforts. Ils s'élèveront respectivement à un million de tonnes de ravitaillement et 250 000 soldats.

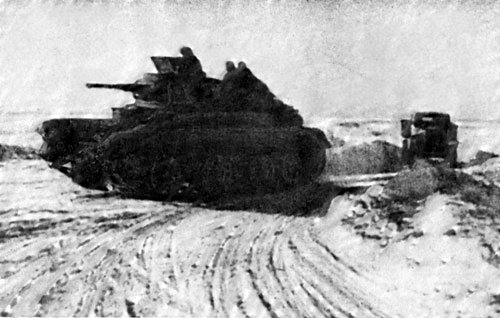
Défense de la route de la vie sur le lac Ladoga glacé, année 1942.

Côté allemand, le Generalfeldmarschall Georg von Küchler, déjà chargé du commandement du siège, remplace le Generalfeldmarschall Wilhelm von Leeb, limogé, à la tête du groupe d'armées Nord en janvier 1942

#### Opérations

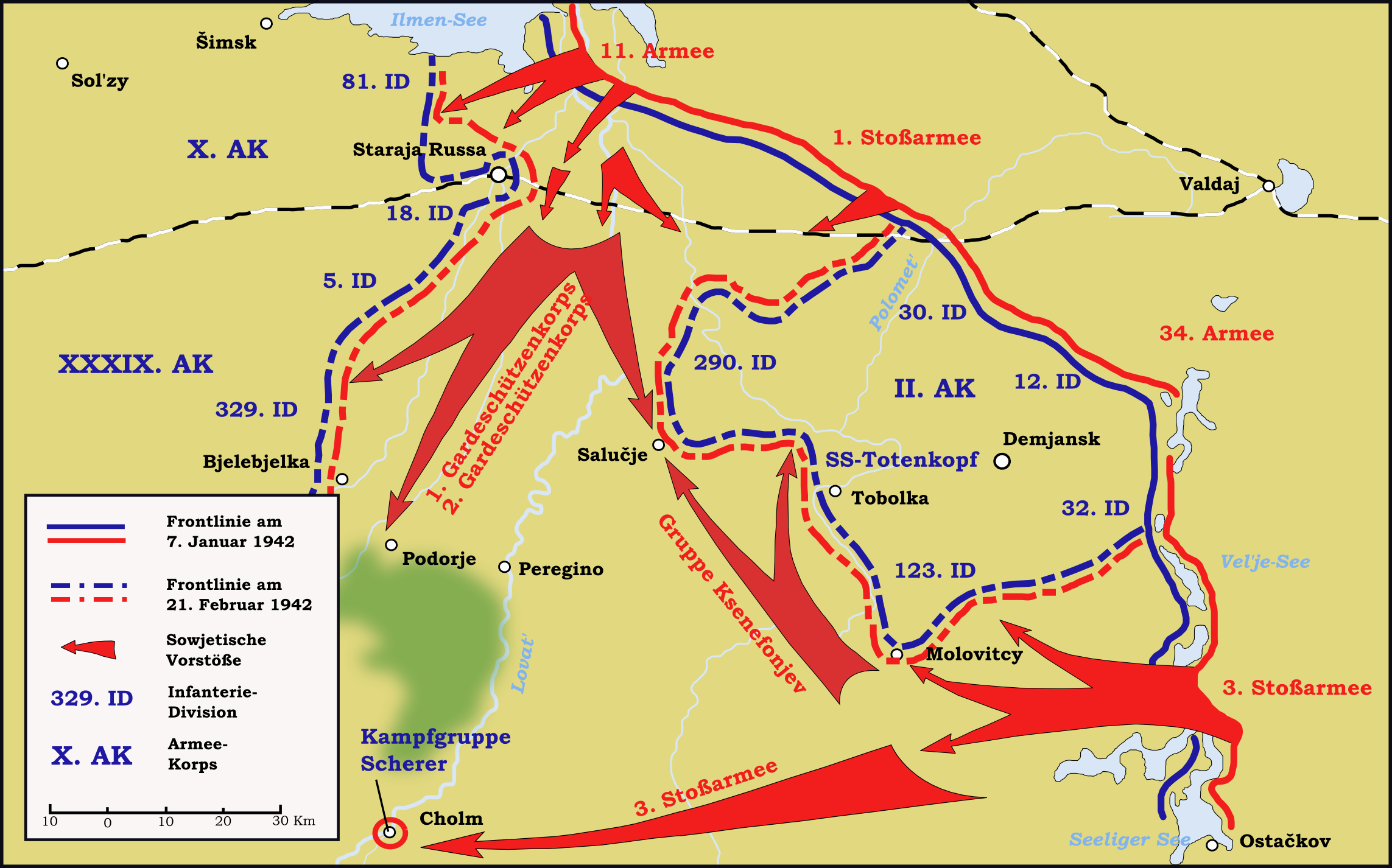
Offensive d'hiver 1942, entre le lac Ilmen et le lac Seliger.

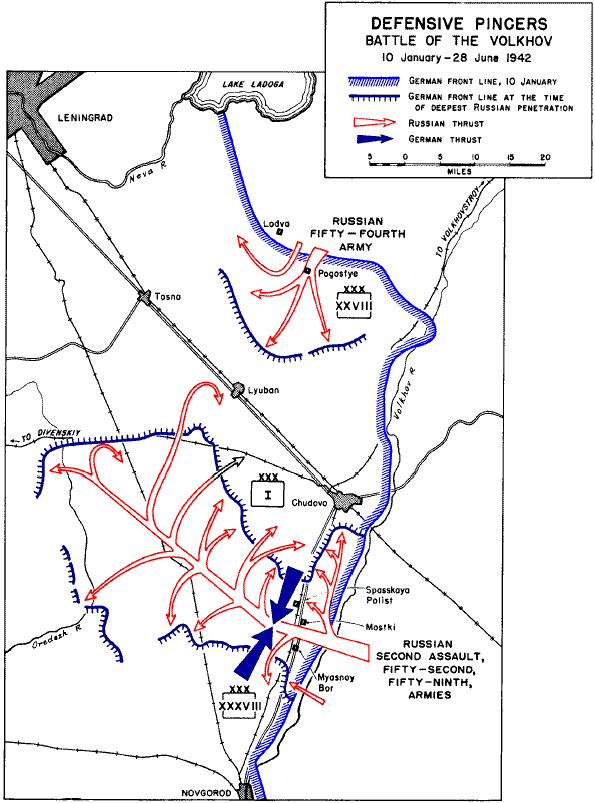
Carte de la bataille de Liouban également appelée bataille du Volkhov.
Les flèches blanches indiquent les attaques soviétiques, qui utilisent des unités blindées comme une réserve mobile.
Les flèches bleues indiquent les contre-attaques des troupes allemandes.

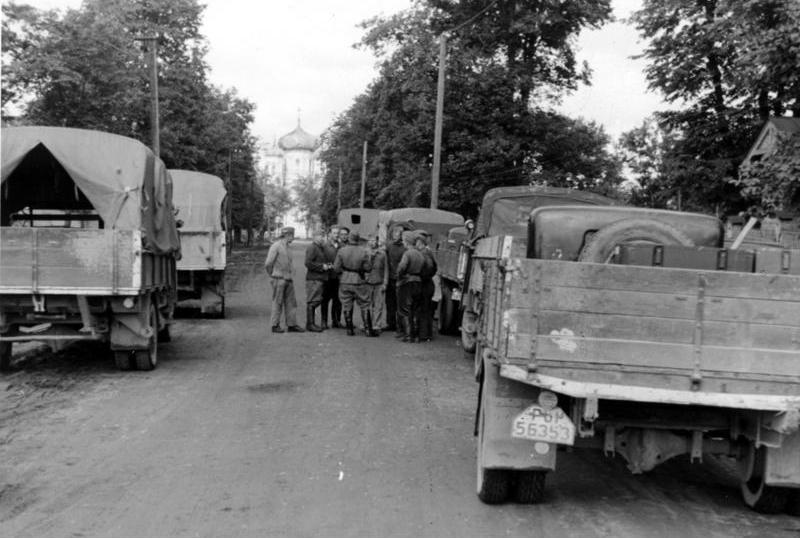
1942 : une colonne du Kampfgruppe Jeckeln pès de Krasnogvardeisk.

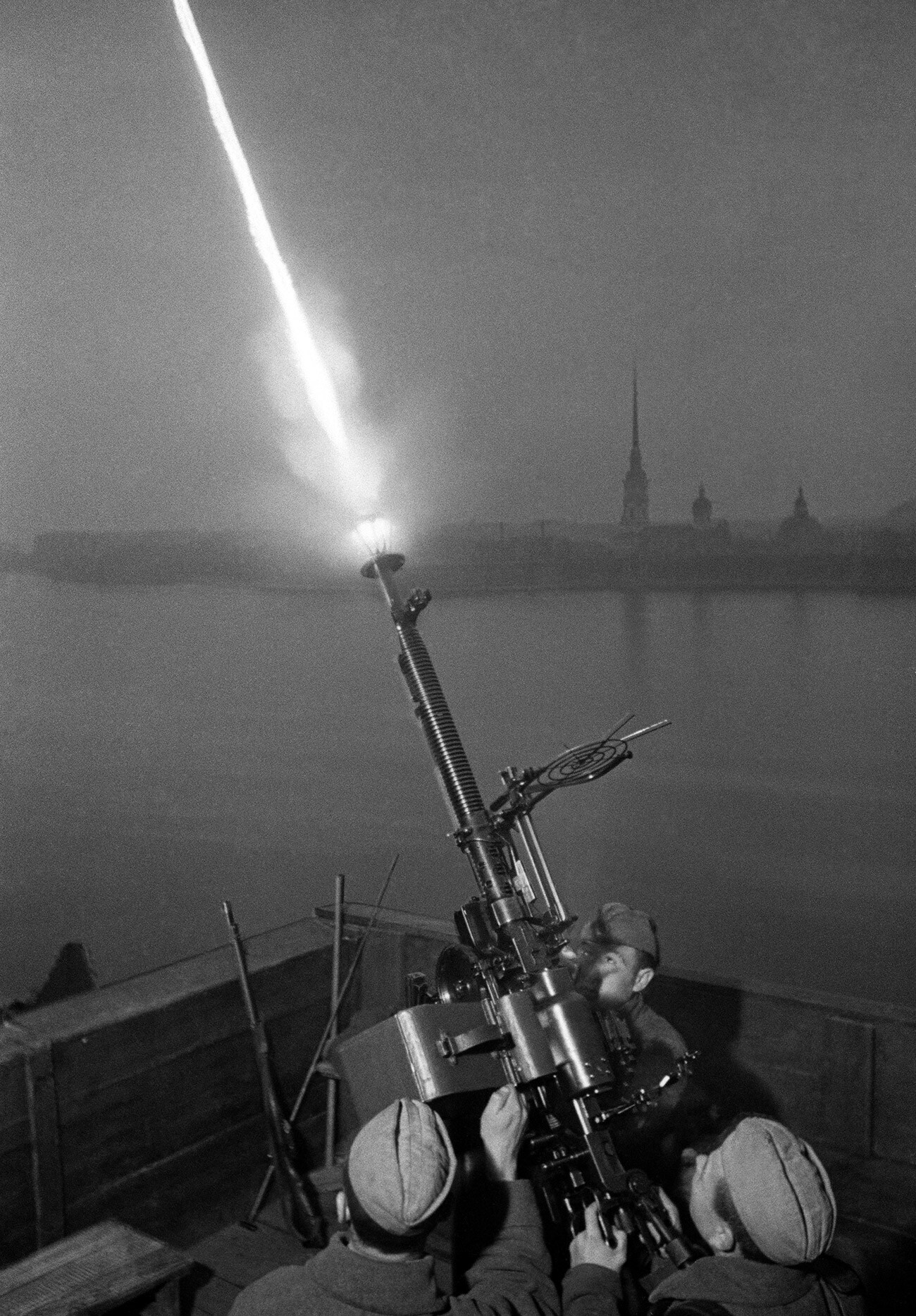
Mitrailleuse anti-aérienne soviétique, Léningrad, 9 octobre 1942.

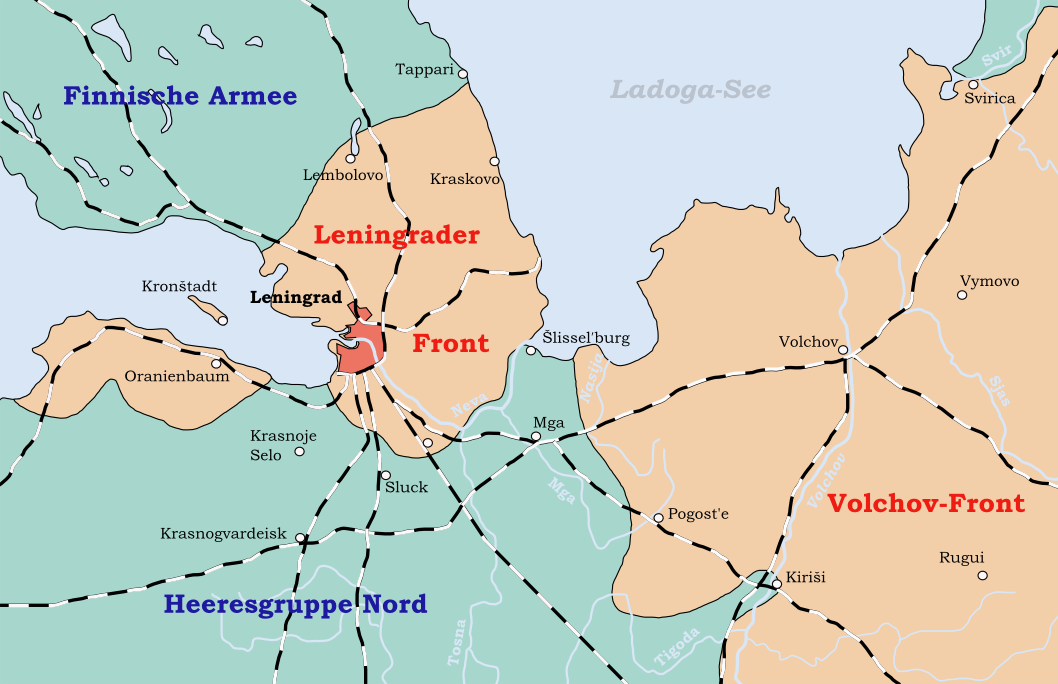
Carte du siège de Léningrad de mai 1942 à janvier 1943.

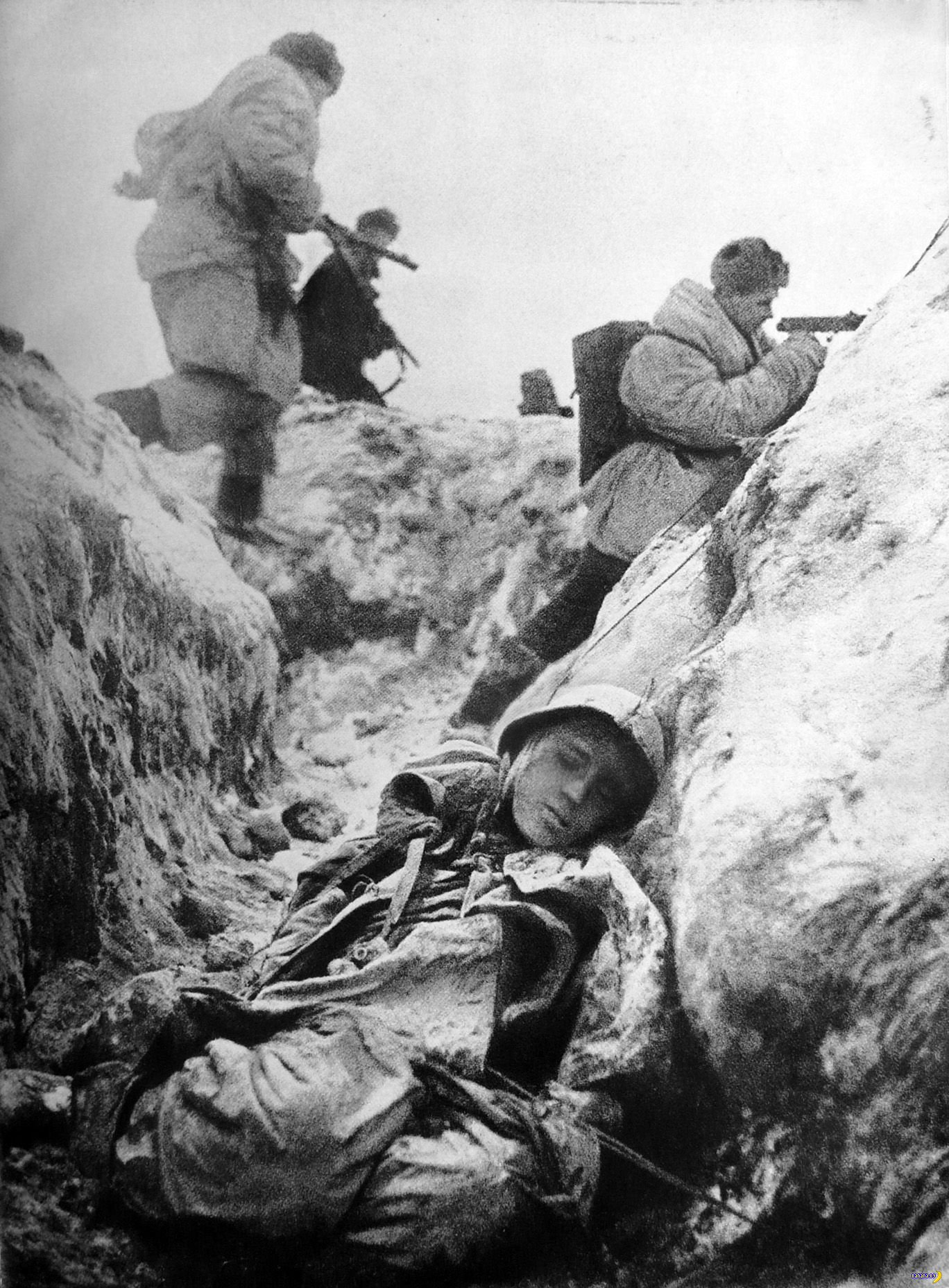
Assaut de l'Armée rouge le 21 décembre 1943.

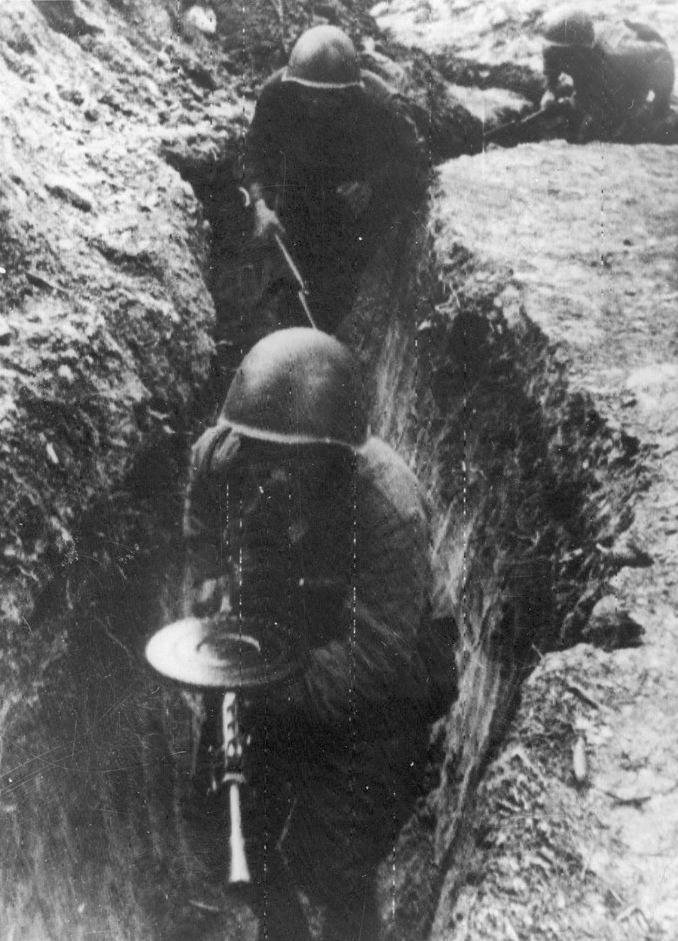
Assaut de l'Armée rouge le 16 juillet 1942.

Le 5 janvier 1942, les Allemands tirent sur la ville quelques obus de 520 mm, avec le canon sur rail, capturé en France en 1940, et rebaptisé 52 cm H (E) 871 (F).
Le 8 janvier 1942, par une température de - 45 °C, l'Armée rouge attaque, avec 19 divisions d'infanterie, neuf brigades et plusieurs bataillons indépendants de chars et de skieurs, dans le secteur occupé par les 2e et 10e Armeekorps de la 16e armée allemande. Dès le début de l'offensive la 290. ID, qui encaisse à Vzvad (ru) (Vzvad , également écrit Vsvad, est située au bord du lac Ilmen, à environ 20 km au nord-nord-est de Staraïa Roussa) le choc principal, chancelle. 
Le général Eremenko lance sa 4e armée de choc à la jonction du Heeresgruppe Nord et du Heeresgruppe Mitte ouvrant une profonde brèche entre les deux groupes d'armées allemands.
Le 9 janvier, la 290e ID est totalement débordée. Une partie du 502e DI se réfugie dans Vzvad (ru), et une partie des 501 et 503. IR, positionnée plus au sud, occupe et fortifie Tulitovo et Beglovo alors qu'une autre partie parvient le 10 janvier à se replier vers l'ouest afin d'éviter l'encerclement total. Un peu partout sur l'immense front attaqué, les premières lignes allemandes se désagrègent, mais conformément aux ordres de Hitler, elles ne reculent pas et luttent jusqu'au bout. Il s'ensuit alors la « création » de multiples points d'appui. Des villages et d'autres positions défensives se trouvent alors isolées, encerclées, mais leurs défenseurs continuent la lutte sur place jusqu'à l'extrême limite, faisant perdre à l'offensive russe son effet de surprise, son poids et sa vigueur, forçant ainsi les troupes assaillantes à se disperser pour réduire une à une les poches de résistance.
Le 11 janvier l'artillerie russe et le 140e régiment d'infanterie soviétique pilonnent et attaquent sans relâche, mais sans succès, Vzvad qui n'est plus qu'un tas de ruines et de cendres.
Le 13 janvier, au nord du lac Ilmen, les Soviétiques lancent l'opération de Liouban, qui consiste à effectuer en un double mouvement une percée de Novgorod sur Léningrad, et une attaque au sud du lac Ladoga sur Liouban, afin d'isoler les troupes allemandes situées à l'est cette ville. Les 4e, 8e, 52e, 54e, 59e armées et la 2e armée de choc, qui pénètrent de plusieurs dizaines de kilomètres dans les lignes allemandes, attaquent au nord de Novgorod. Les armées du front du Volkhov, composées des 4e, 52e et 59e armées, attaquent à partir du Sud du lac Ladoga.
Le 20 janvier, les défenseurs de Vzvad (ru) reçoivent le message de l'OKH : « Évacuez si vous le pouvez ».
Le 21 janvier, après avoir parcouru 25 kilomètres en 14 heures, ils rejoignent leurs lignes et sont accueillis par les skieurs espagnols de la División Azul.
Le 23 janvier, la 3e armée de choc encercle la ville de Kholm qui résistera jusqu'au 5 mai.
Le 25 janvier, le 501. Infanterie-Regiment, encerclé à Tulitovo est ravitaillé par air.
Le 8 février, à Demiansk, l'Armée rouge referme son encerclement sur les troupes allemandes. La poche ainsi constituée mesure 3 000 km2, ce qui représente un périmètre de 300 km contenant 96 000 combattants allemands, environ 10 000 paramilitaires et 20 000 chevaux qui se retrouvent piégés jusqu'au 1er mai.
Le 12 février, après avoir subi 146 assauts en 5 semaines, le 501. Infanterie-Regiment assiégé à Tulitovo, tente une sortie qui échoue.
Le 13 février le 501e RI renouvelle son attaque et parvient à s'extirper de la poche. Le 503. Infanterie-Regiment abandonne la ville de Pola et son importante voie ferrée.
Le 15 février, la 2e armée de choc, qui est en pointe de l'opération de Liouban qui a progressé de 100 km depuis son point de départ, est à mi-chemin de Léningrad, mais l'avance russe s’essouffle.
Le 15 mars, sur le front du Volkhov la SS Polizei Division, à partir du nord, et la 58. Infanterie Division, à partir du sud, lancent une contre-offensive afin de couper de leurs bases les troupes de la 2e armée de choc soviétique.
Le 19 mars, sur le front du Volkhov la SS Polizei Division et la 58. Infanterie Division, font leur jonction refermant la poche du Volkhov sur 180 000 soldats russes.
Le 20 mars, le Kampfgruppe Seydlitz lance une reconnaissance au sud de Staraïa Roussa. Le 21 mars, après avoir, les jours précédents, lancé 6 000 parachutistes, dont certains ont sauté au cœur même de la poche de Demiansk vers Lytschkovo, tandis que d'autres s'infiltraient dans les lignes allemandes vers Vereteïka, sur le marais de Niévy gelé et entre Poustynia et Nory, les Russes lancent à l'attaque de la poche de Demiansk le 54e bataillon de skieurs sur Dobrossli et les 1re et 204e brigades de parachutistes sur l'aérodrome et les alentours de Demiansk. Le même jour, les Allemands lancent l'opération Brückenschlag afin de délivrer les six divisions encerclées dans la poche de Demiansk.
Le 27 mars, n'ayant aucune envie d'abandonner le terrain conquis, les Soviétiques lancent une contre-offensive afin de secourir la 2e armée de choc.
Le 30 mars, la contre-attaque permet d'ouvrir un corridor de 3 km de large, qui est consolidé par la construction de deux voies ferrées.
Le 4 avril, la Luftwaffe débute l'opération Eis Stoß consistant à couler les navires soviétiques de flotte de la Baltique pris dans les glaces. Le 7 avril, les derniers soldats du 54e bataillon de skieurs et des 1re et 204e brigades de parachutistes sont éliminés par les défenseurs de la poche de Demiansk.
Le 14 avril, les troupes encerclées dans Demiansk lancent une offensive, conjointement aux troupes de secours de l'opération Brückenschlag afin de percer la poche.
Le 19 avril, les soldats de la Waffen SS du Kampfgruppe Seydlitz établissent le contact avec la 5e Leichte Division sur la rivière Lovat.
Le 29 avril, sur le front du Volkhov, les Russes tentent d'élargir le corridor, large de 3 km, mais les Allemands les attendent. Malgré de nombreuses attaques et contre-attaques, les positions ne bougeront pas jusqu'au 13 mai.
30 avril, fin de l'opération Eis Stoß, qui se solde par un échec et laisse la ville sous les décombres.
Fin avril les 5 000 Allemands assiégés dans Kholm sont entourés par la 33e division d'infanterie soviétique et 3 brigades d'infanterie indépendantes.
Le 1er mai, les Russes lancent une nouvelle attaque pour prendre Kholm, mais ils sont obligés de se replier. La 218. Infanterie Division attaquant depuis le Sud-Ouest. Ce même jour, la poche de Demiansk est définitivement sauvée. Toutefois elle n’est pas évacuée et restera telle quelle jusqu'à l’hiver suivant, formant un incroyable saillant, relié au front allemand par le mince couloir de Ramouchevo, large de 4 km et long de 12 km.
Le 5 mai, l'attaque allemande parvient à briser l'encerclement et à libérer les troupes allemandes de Kholm, malgré les contre-attaques de T-34 arrêtés par les Sturmgeschütze du StuG Abteilung 184 (bataillon de canons d'assaut 184).

L'avancée maximale du front soviétique lors de l'offensive de Siniavino.

Le 22 mai, les Allemands lancent une offensive contre le front du Volkhov visant à réduire le saillant, afin d'empêcher la retraite des troupes et de l'artillerie russes.
Le 31 mai, la poche du front du Volkhov se referme une seconde fois sur les troupes de la 2e armée de choc soviétique. Les combats font rage, la poche résistera jusqu'au 21 juin.
De juin à septembre, l'artillerie de siège allemande bombarde sans relâche la ville avec des obus de 800 kilos.
Les Russes manquent de tout : munitions, armes, vivres et matériel en tout genre. La famine fait son apparition chez les civils comme chez les soldats soviétiques, forçant les autorités à produire des ersatz.
Le 21 juin, les troupes de la 2e armée de choc soviétique tentent avec l'énergie du désespoir de sortir de la nasse dans laquelle ils sont enfermés depuis la mi-février. La sortie, effectuée en masse, réussit malgré de lourdes pertes, mais les troupes allemandes parviennent à refermer la porte dès le lendemain.
Le 28 juin, l'OKW publie un communiqué dans lequel il indique que les Russes ont perdu 33 000 prisonniers, 650 canons, 170 chars et 2 900 mitrailleuses. Il n'indiquent pas le nombre de morts mais estiment que 120 000 soldats russes auraient réussi à s'échapper. Le général Vlassov est activement recherché par les troupes allemandes.
Le 30 juin, le général von Küchler reçoit l'ordre de Hitler de renforcer les positions à Demiansk et de durcir l'encerclement de Léningrad, afin d'établir un contact avec les Finlandais en contournant le lac Ladoga pour isoler totalement la ville. Hitler fait transporter la 11e armée de von Manstein qui s'est distinguée lors du siège de Sébastopol et lui confie l'opération Nordlicht, qui doit commencer le 14 septembre, dont l'objectif principal est la prise de Léningrad. Le 11 juillet, le général Vlassov commandant en chef de la 2e armée de choc est capturé par le Hauptmann von Schwerdter à la suite de la dénonciation d'un maire d'un petit village.
Durant l'été, au sein du front du Volkhov, la bataille est continuelle mais sans l'intensité des combats de l'hiver et du printemps.
Le 9 août 1942 la Symphonie no 7 « Léningrad » de Dmitri Chostakovitch est jouée par l'orchestre de la radio de Léningrad sous la direction de Carl Eliasberg. Le pouvoir soviétique avait fait pression sur le compositeur Dmitri Chostakovitch, né à Léningrad et habitant à Léningrad, pour qu'il termine au plus vite l'écriture de cette symphonie qu’il était en train d’écrire, et que cette œuvre symbolise ainsi la résistance de la population locale face à l’envahisseur. Mais finalement Chostakovitch avait été évacué, sur ordre du Parti communiste. La partition de l'œuvre a donc dû franchir les lignes allemandes par avion, une nuit de mars 1942. Le concert est retransmis sur des haut-parleurs disposés dans toute la ville et également tournés vers les lignes ennemies. Cette date, initialement choisie par Hitler pour célébrer la prise de Léningrad, peut symboliser le renversement de la dynamique en faveur des Soviétiques.

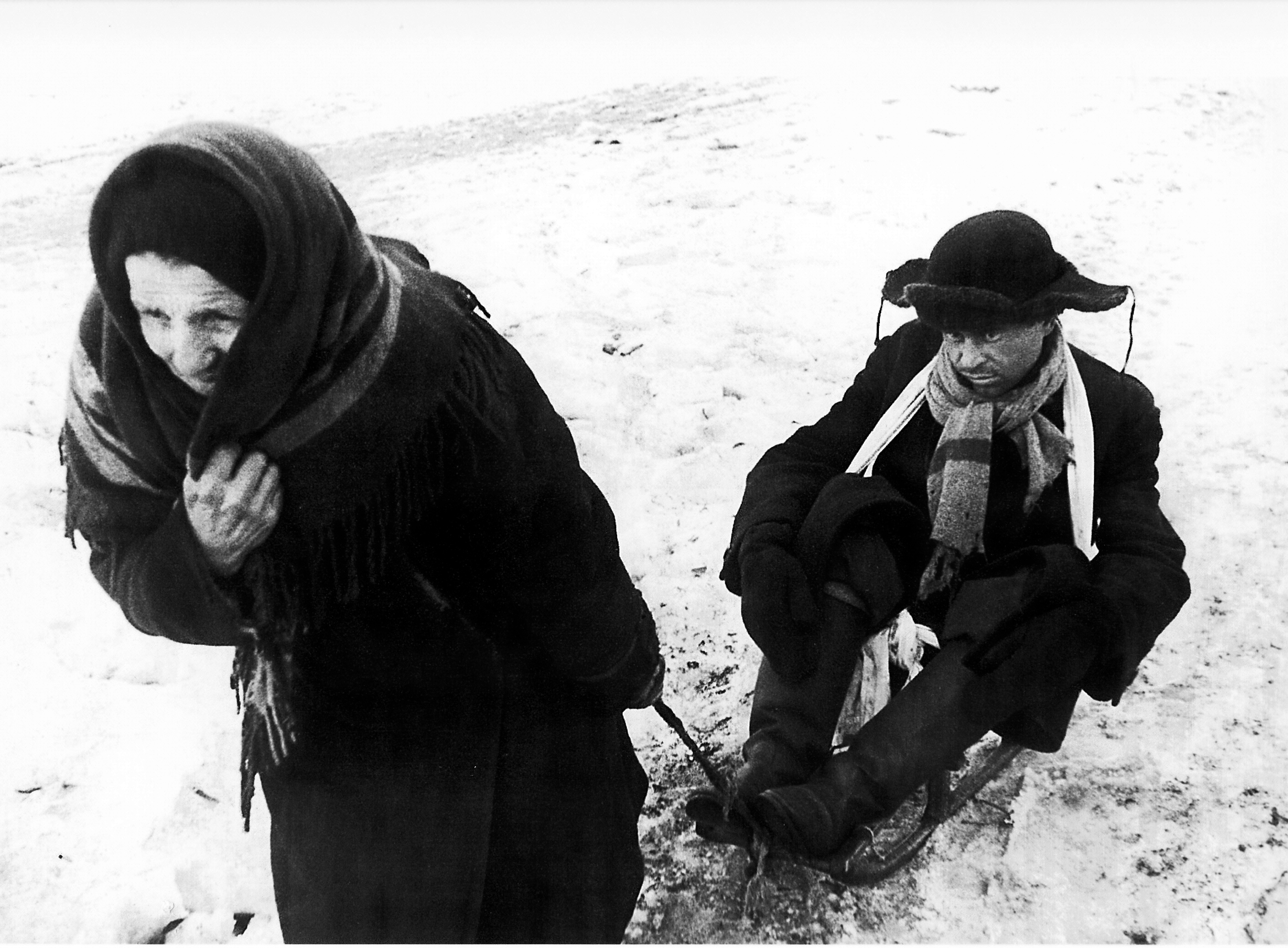
Gens affamés, 7 février 1942.
Photo Israel Ozersky

Le 14 août, début des opérations du détachement naval K (en) pour empêcher l'approvisionnement de Léningrad par le lac Ladoga.
Le 24 août, les Russes lancent une attaque afin de réduire le col de bouteille qui offre aux Allemands une tête de pont sur le lac Ladoga. C'est le début de la première bataille du lac Ladoga, connue également sous le nom d'offensive de Siniavino. Les Soviétiques ont devancé les Allemands.
La 2e armée de choc reconstituée est lancée en pointe de l'attaque en direction de Léningrad avec la mission de couper ce fameux col de bouteille, suppléée par la 8e armée. C'est la 223e division d'infanterie qui reçoit le premier coup de boutoir soviétique, reculant de 3 km.
Le 29 août, malgré une forte résistance allemande, le front s'effondre mais von Manstein, qui a pris le commandement de toutes les unités se trouvant entre la mer Baltique et Kirichi, lance les 12e Panzerdivision et 223e division d'infanterie dans plusieurs contre-attaques permettant de stopper l'avance soviétique. La 96e ID contre-attaque permettant de stabiliser le front.
Du 30 août au 9 septembre, la percée soviétique la plus avancée atteint 9 km. Toutefois l'attaque s'essouffle et les succès de la Luftwaffe permettent de diminuer la pression sur les forces terrestres allemandes.
Du 10 au 21 septembre, c'est l'impasse. Chacun des camps campe sur ses positions, attendant des renforts.
Le 22 septembre, les Allemands lancent une contre-attaque décisive, avec en pointe la 132e division d'infanterie, qui bouscule les premières lignes soviétiques, qui se défendent avec acharnement. Au soir, la 132e DI a perdu seize officiers et 494 soldats.
Le 23 septembre, l'avance allemande ne progresse que d'une centaine de mètres.
Le 25 septembre, la 347e division d'infanterie parvient à briser la ligne de défense soviétique permettant d'encercler de nouveau la 2e armée de choc.
Le 15 octobre la poche qui contenait cinq divisions d'infanterie, deux divisions de la garde et six brigades d'infanterie indépendantes est détruite. Au total les Allemands font 12 400 prisonniers et capturent 193 canons et 244 chars. Si l'offensive de Siniavino est un échec soviétique et une incontestable victoire allemande, l'opération a obligé les Allemands à reporter l'opération Nordlicht. Celle-ci sera de nouveau reportée à la suite de la défection des troupes finlandaises et du siège de Stalingrad. En novembre, Hitler fait ainsi transporter la 11e armée de von Manstein sur Stalingrad afin de briser l'encerclement.
Le front de Leningrad devient alors un secteur secondaire jusqu'à janvier 1943.
Le 27 décembre, le général soviétique Vlassov, prisonnier des Allemands, forme le comité de Smolensk pour organiser l'opposition à Staline, sous le contrôle allemand. Plus tard, son groupe prendra le nom d'Armée de libération de la Russie.

### 1943

#### Siège
En 1938, environ 171 000 bébés étaient nés à Léningrad et sa banlieue, et en 1939 on dénombrait plus de 175 000 naissances. Durant l'année 1943, seulement 700 enfants environ sont nés vivants à Léningrad. La plupart sont morts soit pendant le siège, soit sur la route lors de l'évacuation.
En janvier, la population de Léningrad, y compris la banlieue, est passée d'environ 4 millions à moins de 800 000, civils et militaires. La plupart des civils inutiles sont évacués vers la Sibérie, où beaucoup mourront. En février 1943, le chemin de fer est temporairement rétabli, mais bientôt il est à nouveau détruit par l'aviation allemande.
En mars et avril une épidémie de typhus et de fièvre paratyphoïde touche un grand nombre de survivants mais elle est contenue par les efforts mutuels des médecins et des citoyens.
Le siège s'éternise et Léningrad devient une ville fantôme.

#### Opérations

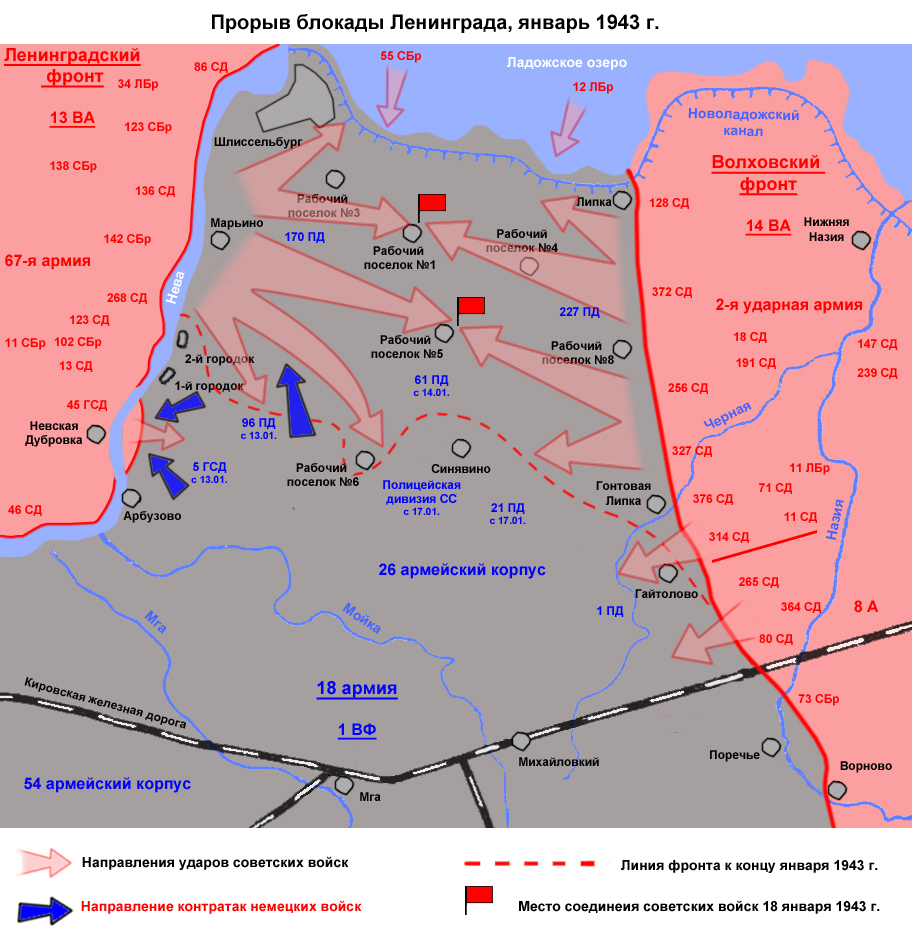
Carte de l'opération Iskra.

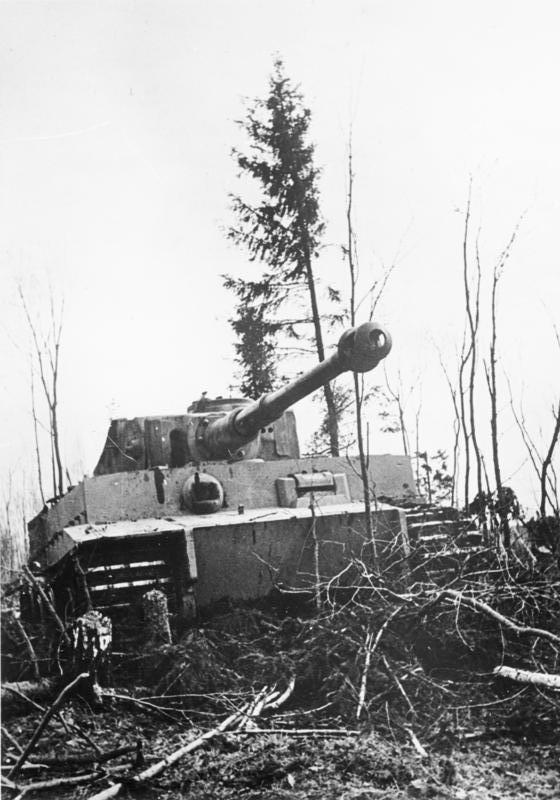
Char Tigre allemand de la Schwere Panzer Abteilung 502 à proximité de Léningrad, 1942 ou 1943.

Le 12 janvier 1943, après un calme relatif d'environ deux mois, les Russes lancent l'opération Iskra, également connue sous le nom de 2e bataille du lac Ladoga.
À l'aube, l'aviation soviétique attaque les aérodromes, les gares et les centres de communication. À 9 h 30, 4 500 pièces d'artillerie russes ouvrent le feu sur les tranchées de 1re ligne allemandes. Après cette préparation d'artillerie, partant du front du Volkhov, la 2e armée de choc se rue à l'assaut se heurtant aux Prussiens de la 1re division d'infanterie. Les combats font rage toute la journée et la 327e division de fusiliers s'épuise en des attaques incessantes contre le Kampfgruppe Wengler réfugié dans une forêt. L'arrivée de la 64e division de la Garde (en) contraint Wengler à reculer. Pour cette première journée l'avance russe du côté du front du Volkhov atteint une profondeur de 12 km mais sur une largeur de 2 km seulement.
Au même moment, mais du côté de Léningrad, la 67e armée, lance les 136e et 268e divisions d'infanterie à travers la Néva gelée. De ce côté également les combats sont violents, les Russes perdent 3 000 hommes sur la Néva. En fin de journée le front allemand est très affaibli mais il tient toujours. Afin de consolider le front le général Lindemann fait transporter un régiment de la 61. ID à Mga et ordonne à la 96. ID d'envoyer des éléments à Schlüsselburg et Lipski tandis que le reste de la division prépare une contre-attaque.
Le 13 janvier la 45e division de la Garde et la 268e division de fusiliers s'élancent sur la Néva gelée. La défense allemande brise leurs assauts, mais un peu plus loin, la 61e brigade de chars et la 136e division de fusiliers (ru) réussissent à installer une tête de pont sur la rive est du fleuve, malgré la défense de fer de la 227 ID.
Le 14 janvier les Soviétiques concentrent leurs attaques à partir du front du Volkhov. Trois divisions d'infanterie et la 98e brigade de chars de la 2e armée de choc attaquent en direction du point d'appui no 5 où s'accrochent les Allemands du 284e régiment d'infanterie de la 96. ID venus renforcer les défenseurs.
Du côté du front de Léningrad, les 4 chars restants de la 1.Kompanie de la Schwere Panzer Abteilung 502 repoussent l'assaut, à travers la Néva gelée, d'une trentaine de chars T-34.
Le 15 janvier les assauts répétés des forces soviétiques font craquer les défenses allemandes. La 136e division de fusiliers et la 61e brigade de chars de la 55e armée venant de l'Ouest et la 18e division de fusiliers (ru) et la 16e brigade de chars de la 2e armée de choc venant de l'Est font leur jonction au nord du point d'appui no 5, encerclant ainsi la 227. ID et 2 bataillons de la 96. ID dans Schlüsselburg.
Les Soviétiques concentrent alors tous leurs efforts pour réduire la poche. Toutefois, une contre-attaque de la 61. ID parvient à rompre l'encerclement et deux régiments rejoignent les troupes assiégées ; mais les Russes contre-attaquant également referment l'ouverture. Le général Werner Hühner, commandant la 61e division prenant le commandement des forces de la poche Schlüsselburg, organise la défense avec des Kampfgruppen. Les combats autour de Poselok no 5 font rage entre les défenseurs et la 136e division d'infanterie soviétique.
Le 16 janvier, la 18e division de fusiliers soviétique lance 3 assauts sur Poselok no 5, qui sont tous repoussés.
Le 17 janvier, la 18e division de fusiliers soviétique, appuyée par la 61e brigade blindée, encercle le point d'appui après des combats d'une violence inouïe ; mais les défenseurs tiennent toujours bon.
Le 18 janvier, les combats reprennent avec la même intensité. La 136e division de fusiliers soviétique appuyée par la 61e brigade de chars entrent enfin dans la cité mais en sont délogés par un barrage d'artillerie allemand qui permet au Kampfgruppe Hühner d'abandonner la poche de Schlüsselburg après de terribles combats au corps à corps et de rejoindre les lignes allemandes plus au sud.
Du 19 janvier au 9 février, les Soviétiques ayant obtenu, en partie, ce qu'ils souhaitaient, un « contact terrestre avec Léningrad », un léger répit intervient permettant aux troupes russes d'établir des défenses telles que les Allemands ne puissent plus les leur disputer.
L'opération Iskra est une victoire stratégique pour les forces soviétiques. Du point de vue militaire, l'opération a éliminé la possibilité de la capture de la ville. D'autre part, le front de Léningrad sera désormais très bien ravitaillé, renforcé et capable de coopérer plus étroitement avec le front du Volkhov.
Pour la population civile, l'opération Iskra permit le ravitaillement en nourriture, ainsi que la possibilité d'évacuer plus de civils de la ville. La fin du blocus a également eu un effet stratégique, bien qu'il ait été éclipsé par la reddition de la 6e armée allemande à Stalingrad quelques jours plus tard.
Toutefois le haut commandement soviétique souhaitant consolider le passage le long du lac Ladoga décide de relancer une attaque avec comme objectif la ville de Mga, nœud routier et ferroviaire très important. La prise de la ville par les Soviétiques permettant le rétablissement du chemin de fer de Kirov entre Léningrad et Mourmansk.
Durant cette période le front allemand, désormais entre la Néva et le Volkhov se restructure.
Le 29 janvier les Russes repartent à l'attaque avec 35 bataillons d'infanterie et de chars de la 2e armée de choc depuis le Nord sur un front de 2,5 km.
Les 30 et 31 janvier les Allemands contiennent les vagues d’assauts répétées des troupes soviétiques.
Le 1er février, les combats font rage, la défense craque et les Russes pénètrent dans Sinyavo. La 11e DI contre-attaque et repousse les troupes russes : la ville est de nouveau allemande. La 2e armée de choc ayant subi des pertes terribles, n'est plus en état de poursuivre l'offensive et un calme, très relatif, règne jusqu'au 9 février où les deux armées renforcent leurs positions.

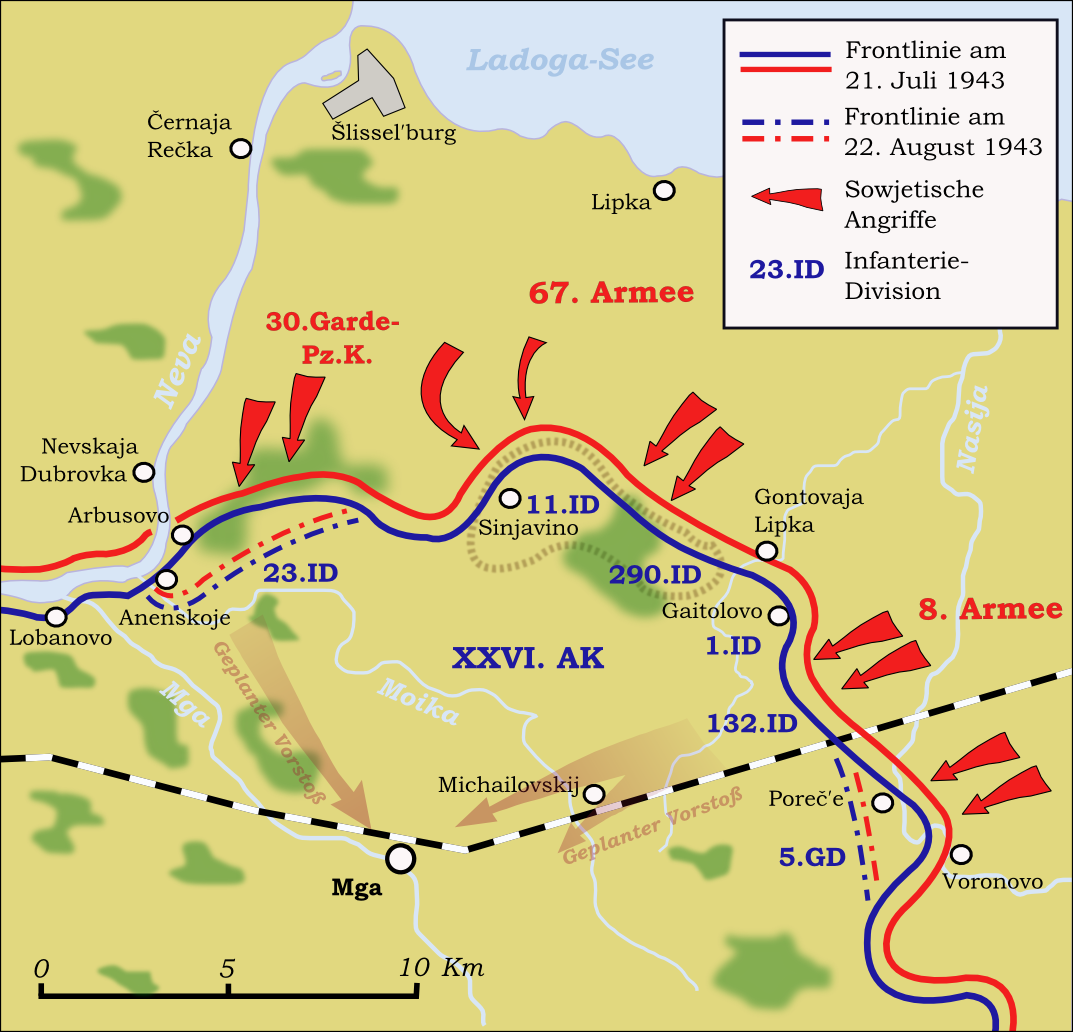
Opération Poliarnaïa Zvezda.

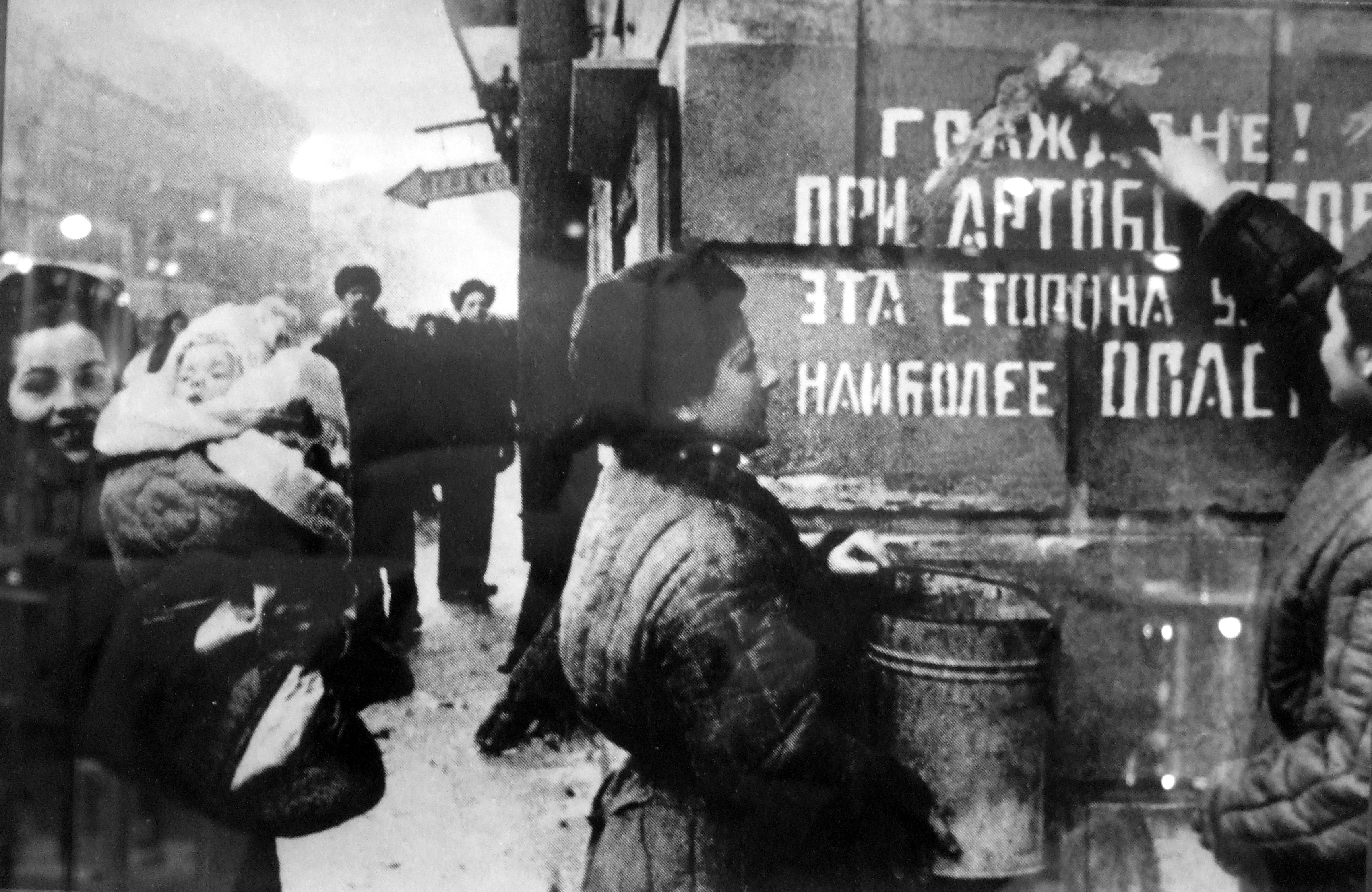
1944 : les survivants de Léningrad exultent alors que le siège est levé. Sur le mur on peut lire : « Citoyens ! Cette partie de la rue est la plus dangereuse pendant les tirs de barrage ».

Le 10 février, les Soviétiques attaquent à nouveau, mais cette fois au lieu d'attaquer de front, ils attaquent en tenaille, cherchant à isoler la ville de Sinyavo C'est l'opération Poliarnaïa Zvezda également appelée 3e bataille du lac Ladoga. La 55e armée partant de Léningrad et les 4e et 54e armées partant du Volkhov débutent l'offensive, mais l'attaque bloque sur une défense de fer. La 55e armée forte de 44 000 soldats se lance à l'assaut des positions de Krasny Bor défendues par la 250e division d'infanterie dite Division Bleue espagnole ou « División Azul » forte de 5 600 soldats des troupes espagnoles et 1 400 soldats allemands.
L'offensive soviétique marque le pas dès le 1er jour. La Stavka lance alors ses chars lourds qui pénètrent les premières lignes allemandes, sans pouvoir avancer plus. Dans le secteur de la 55e armée les Espagnols de la División Azul résistent superbement et l'attaque soviétique est également stoppée. Finalement, l'opération Poliarnaïa Zvezda, qui est un nouvel échec pour les Soviétiques, aura coûté pour le seul secteur de Krasny Bor de 11 000 à 14 000 hommes et un nombre identique de blessés. Malgré de très lourdes pertes, les Espagnols ont pu tenir bon face à une force soviétique sept fois plus importante et soutenue par des chars. L'assaut est contenu et le siège de Léningrad est maintenu pendant une année supplémentaire jusqu'au 27 janvier 1944. Côté allemand, dans ce même secteur, la División Azul perd 3 645 tués ou blessés et 300 disparus ou faits prisonniers, soit un taux de pertes de 75 %.
Sachant désormais que Mga ne serait pas prise, les autorités de Léningrad, ordonnent la construction d'une voie ferrée sur le terrain conquis au sud de Schlüsselburg.
La nouvelle voie de chemin de fer de 36 km, construite par des milliers de civils et de prisonniers de guerre, est mise en service 14 jours après le premier coup de pioche. En février la ligne sera empruntée par 69 trains, 157 en avril et 369 en juillet 1943. Léningrad n'est désormais plus isolée.
Le 28 février, au sud du lac Ilmen, les Allemands réussissent le retrait du couloir de Ramouchevo, large de 4 km, seulement et long de 12 km, et de la poche de Demiansk, de l'ensemble de leurs dix divisions, afin de raccourcir le front de plusieurs centaines de kilomètres. La ville sera libérée par l'Armée rouge le 1er mars.
Le 19 mars, dans le secteur du col de la Bouteille les Soviétiques tentent un nouvel assaut qui se solde par un échec.
Début avril, après plusieurs autres tentatives de petite envergure, l'opération Polyarnaya Zvezda prend fin, Mga reste aux mains des Allemands qui estiment les pertes soviétiques à 270 000 hommes, lesquelles sont bien inférieures aux leurs. Toutefois la destruction de 4 divisions leur fait défaut car ils manquent désormais cruellement de soldats sur le front de l'Est. Si cette opération est un succès — tactique — allemand, c'est également un succès — stratégique — pour les Soviétiques, qui ouvrent une liaison terrestre avec Léningrad.
À la fin de 1943, les Soviétiques reçoivent d'importantes quantités d'armes en provenance des nouvelles usines de l'Ouest de l'Oural ainsi que des T-34 qui leur permettent de lutter contre les Panzer III et IV allemands. Ils reçoivent également des camions surmontés de lance-roquettes, appelés « orgues de Staline » par les Allemands et katiouchas par les Russes. Avec ce nouveau matériel, une offensive est maintenant envisageable pour les Soviétiques.

### 1944

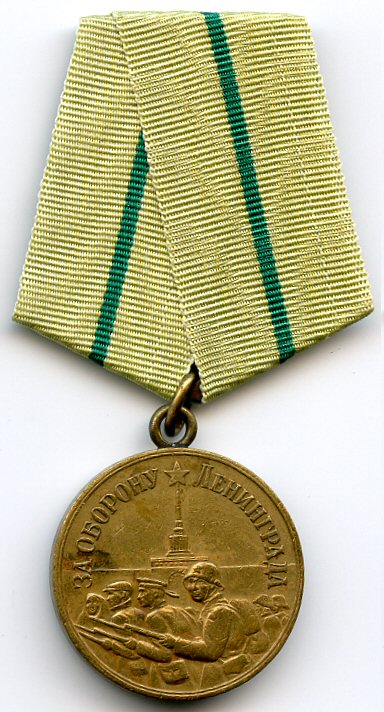
1470000 soldats et civils soviétiques se virent décerner cette médaille (Pour la Défense de Léningrad), établie le 22 décembre 1942 par décret du Præsidium du Soviet suprême.

#### Siège
En janvier 1944, avant d'entamer leur retraite, les Allemands s'emparèrent d'un énorme butin. Ils détruisirent ensuite les palais impériaux les plus importants, tels que le palais Catherine à Pouchkine, le palais de Pierre le Grand à Peterhof, le palais de Gatchina à Gatchina, le palais Constantin à Strelna.
De nombreux autres monuments historiques et des maisons situées dans la banlieue de Saint-Pétersbourg ont été pillés et détruits, et de nombreuses collections d'art volées par l'Allemagne nazie.
Le siège prend fin le 27 janvier 1944.

#### Opérations
Une ultime réunion de préparation de l'offensive d'envergure principale Léningrad–Novgorod se tient à Smolny le 11 janvier. Le début des opérations est fixé pour le 14 à partir du secteur d'Oranienbaum, l'attaque à partir des hauteurs de Poulkovo devant être lancée le 15 c'est l'opération Tonnerre de Janvier. Le même jour, 14 janvier 1944, quatre armées soviétiques réparties entre le lac Ilmen et le lac Ladoga (soit un front de 18 km) attaquent les positions allemandes, c'est l'offensive de Novgorod-Louga (ru). La résistance est vive mais les forces allemandes cèdent et les généraux Kirill Meretskov, commandant du front de Volkhov, et Leonid Govorov, commandant du front de Léningrad, effectuent leur jonction le 25 janvier. Le siège de Léningrad peut prendre fin.
En mars, les troupes allemandes sont repoussées à 250 km de Léningrad.
Ce blocus, le plus long de la guerre avec ses 28 mois (872 jours), a entraîné la mort de 1 800 000 Soviétiques (dont environ un million de civils). Quant aux forces de l'Axe, elles ont enregistré la perte de 200 000 de leurs soldats.

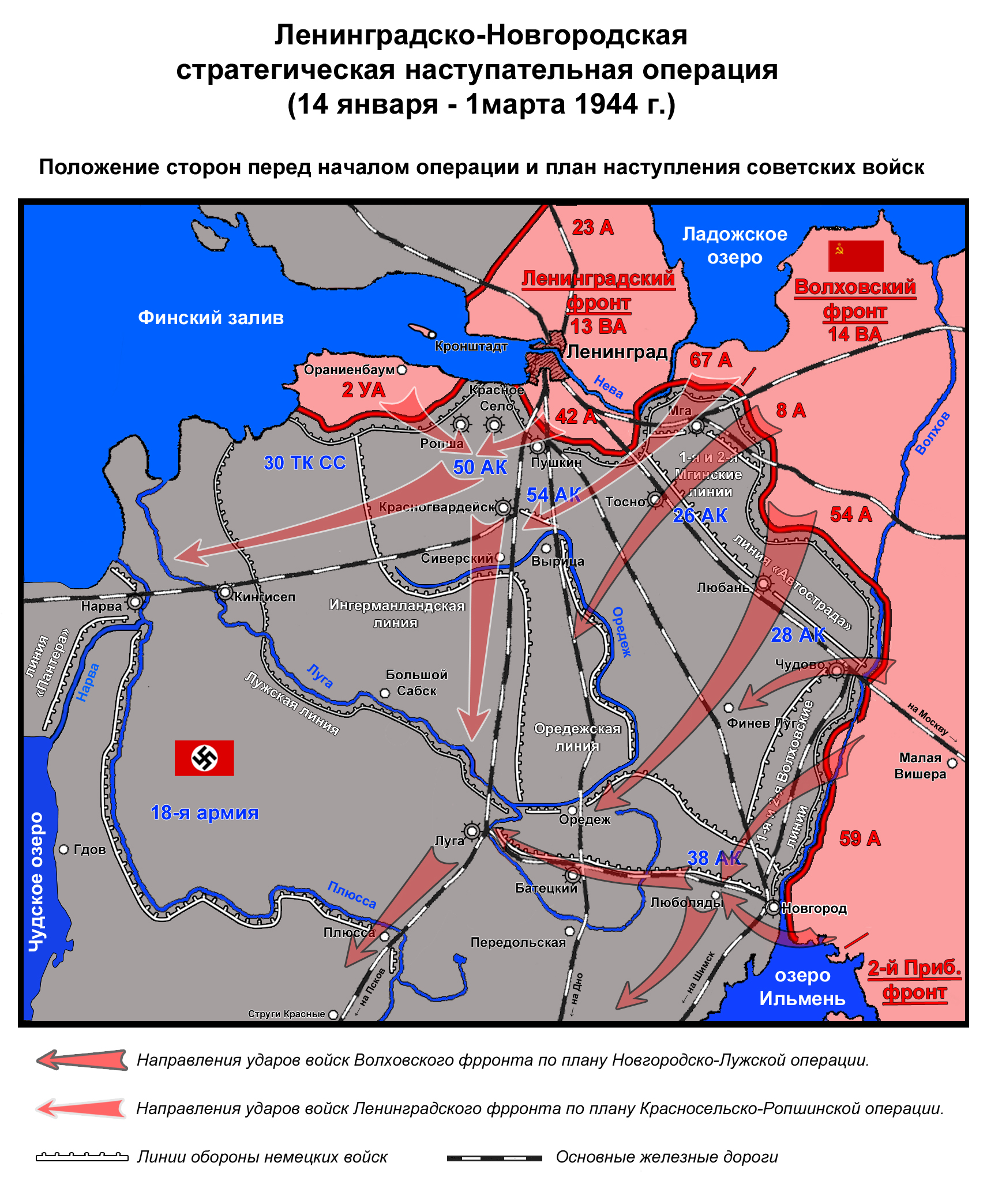
L'opération Novgorod-Luga du 14 janvier au 1er mars 1944.
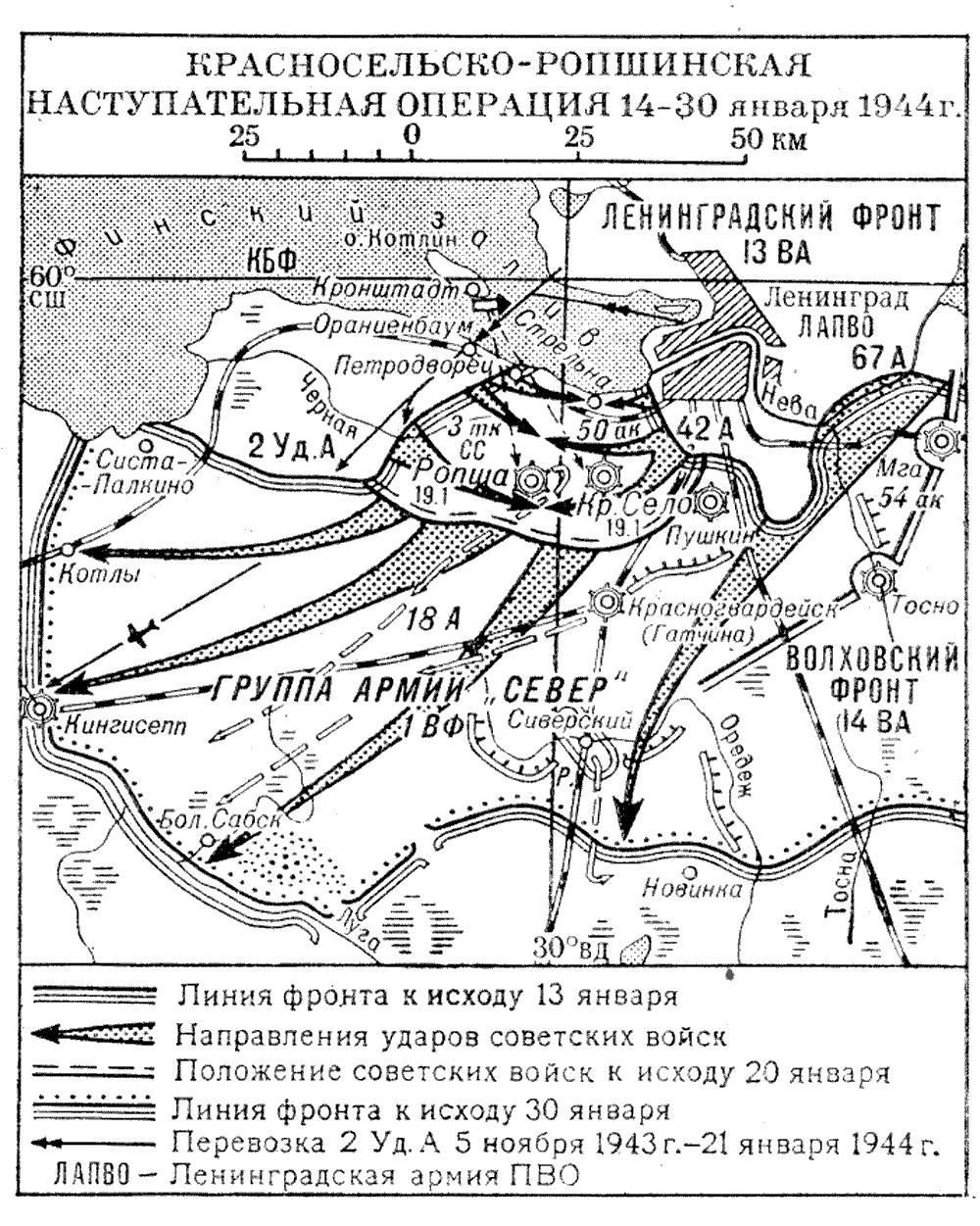
L'opération Tonnerre de Janvier également appelée opération Krasnoselsk-Ropshinsk du 14 au 30 janvier 1944.

## Dans les arts et la culture populaire

### Filmographie

#### Cinéma
- 1943 : Deux Combattants (en russe : Два бойца) de Leonid Loukov avec Mark Bernes et Boris Andreïev
- 1944 : Il était une petite fille (en russe : Жила-была девочка) de Viktor Eïssymont avec Nina Ivanova, et montrant le quotidien de deux petites filles pendant le siège[36]
- 1960 : Le Ciel de la Baltique (Балтийское небо) de Vladimir Venguerov
- 2009 : Attaque sur Léningrad d'Alexandre Bouravski avec Gabriel Byrne, Mira Sorvino, Alexandre Abdoulov, Olga Soutoulova, Mikhaïl Efremov, Vladimir Ilyine (inédit en salles en France)[37].
- 2019 : La Bataille de Leningrad (en russe : Спасти Ленинград) d'Alekseï Kozlov (ru) (sur Canal + Cinéma)